# Kittenberger Kálmán Növény- és Vadaspark
A veszprémi Kittenberger Kálmán Növény- és Vadaspark Magyarország harmadikként alapított állatkertje. Az egykori szeméttelep helyén jött létre, mindössze 5 hónap alatt felépülve, és 1958. augusztus 1-jén nyitották meg. A névadó Afrika-kutató, Kittenberger Kálmán emlékét mellszobor őrzi a Fejes-völgyi bejárat előtt. A vadaspark a veszprémi Fejes-völgyben és a Gulya-dombon található. A létesítmény nagy hangsúlyt fektet a természetvédelmi és oktatási feladatokra is.

## Története
Az intézményt Anghi Csaba, a budapesti állatkert főigazgatója, özvegy Kittenberger Kálmánné és a járási Úttörőszövetség titkára, később a vadaspark igazgatója, Kasza László társaságában nyitották meg.
Az Úttörőszövetség hamar kihátrált az akkor még kis vadaspark fenntartásából, annak feladata teljes egészében a városra szállt. 1960-ban első igazgatója Répási László lett, majd egy 1963-as revízió következtében őt váltotta Kasza László, akinek nevéhez fűződik az állatkert országos népszerűségének megteremtése.
Az állatkert akkori leghíresebb lakója Böbe csimpánz volt, aki találékonyságával, játékosságával az ország egyik legismertebb állatává vált; festeni is tudott, és több róla készült film főszereplője volt. 1970-ben pusztult el, az állatkertben egy fából faragott portré őrzi emlékét. Itt található meg Böbe sírja is.
Az 1990-es évek és a 2000-es évek első felének legnépszerűbb lakója Suzy az elefánt volt.
Az 1980-90-es években nagyrészt elmaradtak a kötelező fejlesztések, így 2000 körül az állatbemutatók jelentős része már elavultnak számított. Az új évezred állatkerti rekonstrukciós programjának első állomása a 2003 elején megépült medvekifutó volt; korábban az állatkert medvéi egy kis méretű ketrecbe voltak bezárva. Az új kifutó átadása után az állatok eleinte nem nagyon merészkedtek ki, de végül megszokták az új környezetet. Ezután több kifutó és épület megújult, így például új helyre költözhettek a nagymacskák is. Létrejöttek új kifutók is, ilyen például az Afrika-szavanna kifutó.
A következő években lezajlott fejlődés eredményeként 2007-ig a csimpánzok kivételével valamennyi állat korszerű, igényeinek megfelelő kifutóba költözhetett. 2008-ban az állatkert történetének egy igen nagy fejlesztési projektje indult meg, melybe beletartozott a Csimpánzvilág, a Böbe majom tanodája, a Kölyökdzsungel az Afrika-ház és az Erdei Mesterségek Tanösvény elkészülte is. 2009-re így már a csimpánzok is korszerű kifutót kaptak. Az utolsó projektelemet, az Erdei Mesterségek Tanösvényt 2011 januárjában adták át, ez olyan régi bakonyi mesterségekbe enged betekintést, mint a faszénégetés, a mészégetés és a gyantatermelés. A tanösvény dolomit-mészkő sziklák közt kanyargó erdei úton, esztétikus, szakszerű tartalmú információs táblákon mutatja be a Bakony állat- és növényvilágának reprezentáns fajait.
2013-ban elkészült a Gulya-dombi bejárat, azóta már ez látja el a nagyobb forgalmat. Ekkorra készült el az állatkert két részét, a Fejes-völgyit és a Gulya-dombit összekötő gyalogos aluljáró is.
2014 februárjában kezdődött meg a veszprémi állatkert addigi legnagyobb és leglátványosabb fejlesztése 1,2 milliárd forintból, melybe beletartozott az Elefántpark, az Orrszarvúház és -kifutó, a vizes élővilágot bemutató projekt, a Madárröpde és a Látványkifutó kialakítása. A projekt keretén belül bővítették a szolgáltatásokat, csökkent az Állatkert szezonalitása és a projektnek köszönhetően új munkahelyek jöttek létre. A fejlesztések 2015 nyarára fejeződtek be.
A fejlesztések sora 2016-ban sem szakadt meg, ekkor létesítették a Gulya-dombi kertrészen kialakított Dinóparkot, melyben életnagyságú dinoszaurusz-szobrok segítségével ismerkedhetnek a látogatók az őslények világával. 2017-ben a Dinópark tovább bővült és új axis szarvas kifutó is épült.
2017-ben a Modern Városok Program részeként 2,5 milliárd forintot kapott az állatkert fejlesztésekre. A program keretén belül a Veszprémi Állatkert alapítása óta eltelt időszakának újabb fejlesztés sorozata valósulhat meg. A fejlesztés részeként felépült az Afrika szavanna játszótér, az új Operatív központ, az Oroszlánház és kifutó, a Teve kifutó, a Dromedár kifutó, az Állatsimogató, a Szavanna tó, a Watusi kifutó, a Dzseládaház, egy új irodaház, a Medveház és kifutó, a Sörényes juh kifutó, a Guanakó kifutó és az Oktató- és rendezvényház. A program 2020-ban zárult.
2021-ben kezdődött a Háziállat-bemutató és a Nagymacska-bemutató építése, a projekt 2024-ben zárult.

## Állatkerti séta

### Madárröpde
A Madárröpde közvetlenül a Gulya-dombi bejáratnál helyezkedik el. Magyarországon egyedülálló, de még Európában is ritkaságnak számító, 5000 négyzetméter alapterületű, 16 méter belmagasságú, belső tavakkal, csobogókkal, pihenőhelyekkel kialakított madárröpde létesült 2015-ben. A röpdében elsősorban Dél-Amerika csodálatos madárvilága kerül bemutatásra. Itt az állatokat nem kívülről, hanem a látogatói útvonalon végighaladva szemlélhetjük meg. A téli hideget nem bíró madarak számára két madárház épült. A Madárröpdében található fajok:
- Chilei flamingó (Phoenicopterus chilensis)
- Rózsás flamingó (Phoenicopterus roseus)
- Skarlát íbisz (Eudocimus ruber)
- Rózsás kanalasgém (Platalea ajaja)
- Örvös csája (Chauna torquata)
- Kanálcsőrű bakcsó (Cochlearius cochlearius)
- Vöröslábú kígyászdaru (Cariama cristata)
- Feketenyakú hattyú (Cygnus melancoryphus)
- Apáca-fütyülőlúd (Dendrocygna viduata)
- Mandarinréce (Aix galericulata)
- Vörösvállú réce (Callonetta leucophrys)
- Fehérarcú réce (Anas bahamensis)
- Bóbitás bukó (Lophodytes cucullatus)

Szintén a Gulya-dombi bejáratnál helyezkedik el az Afrika szavanna játszótér. Az Afrika tematikájú játszótéren a gyerekek bepillantást nyerhetnek Afrika különleges állatvilágába, a tanzániai Serengeti Nemzeti Park felfedezésébe. A közel 1 hektáros játszótéren 25 különböző játszóelem várja a gyermekeket. Eljátszhatják, hogyan érkeztek az első állatok Afrikából az állatkertekbe. A játszótéren egy zebramintás szafari repülő is került, megemlékezve a híres Afrika kutató, Bernhard Grzimek munkásságáról.
A madárröpdével szemközt a kifutókban, dél-amerikai állatok kapnak helyet a lehető legtermészetesebben bemutatva őket. A egyikben lámák míg a másikban alpakák és nanduk élnek együtt.

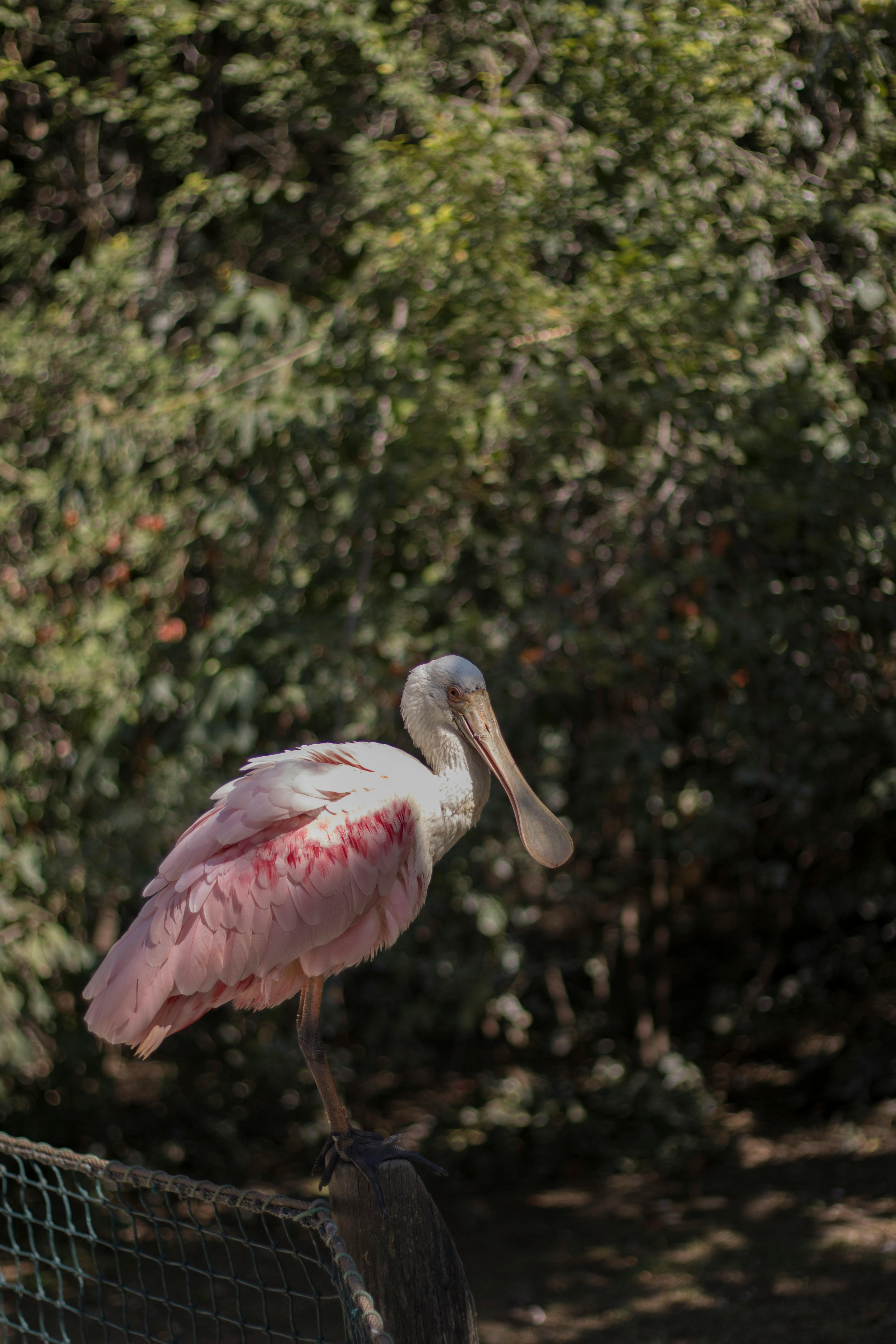
Rózsás kanalasgém

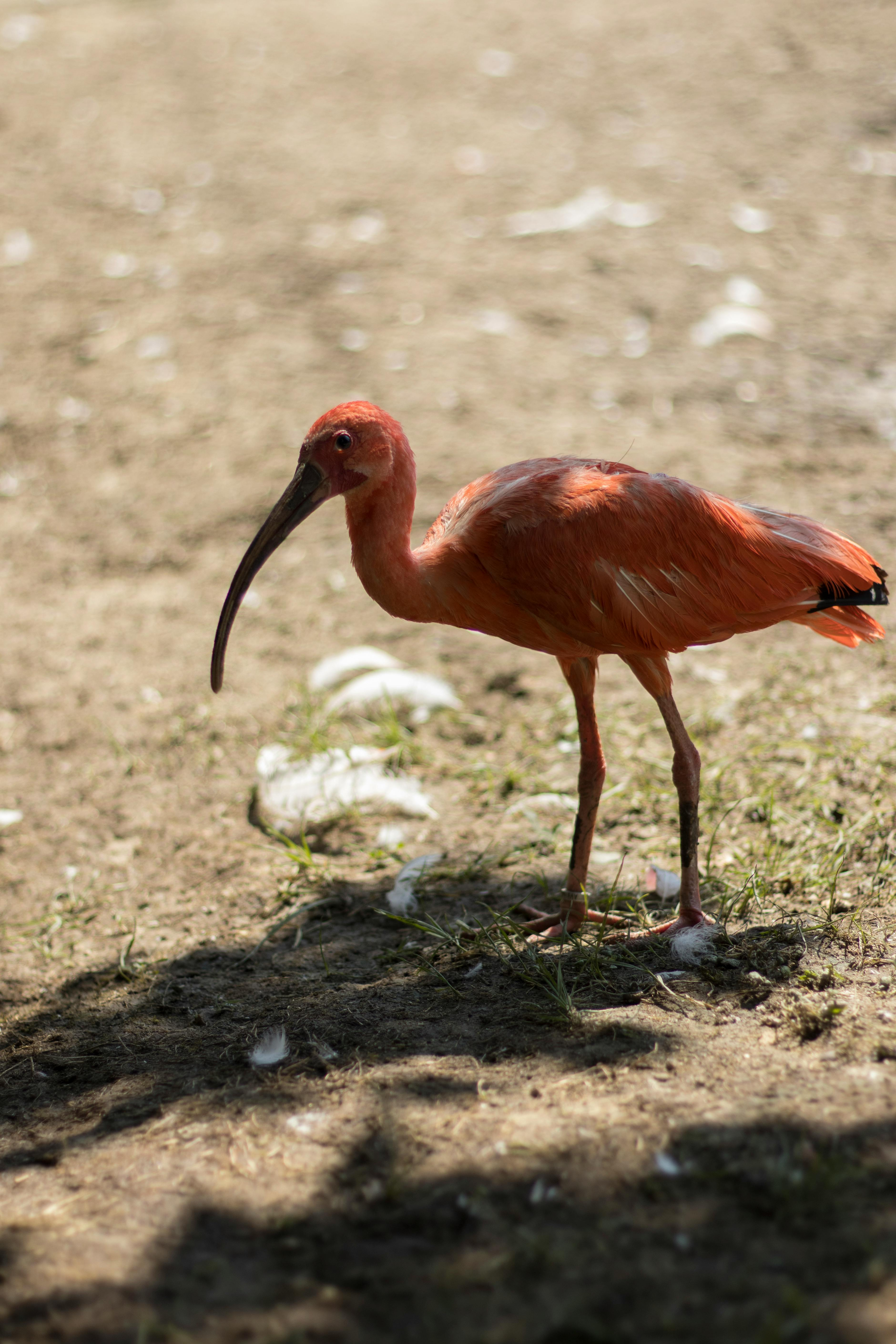
Skarlát íbisz

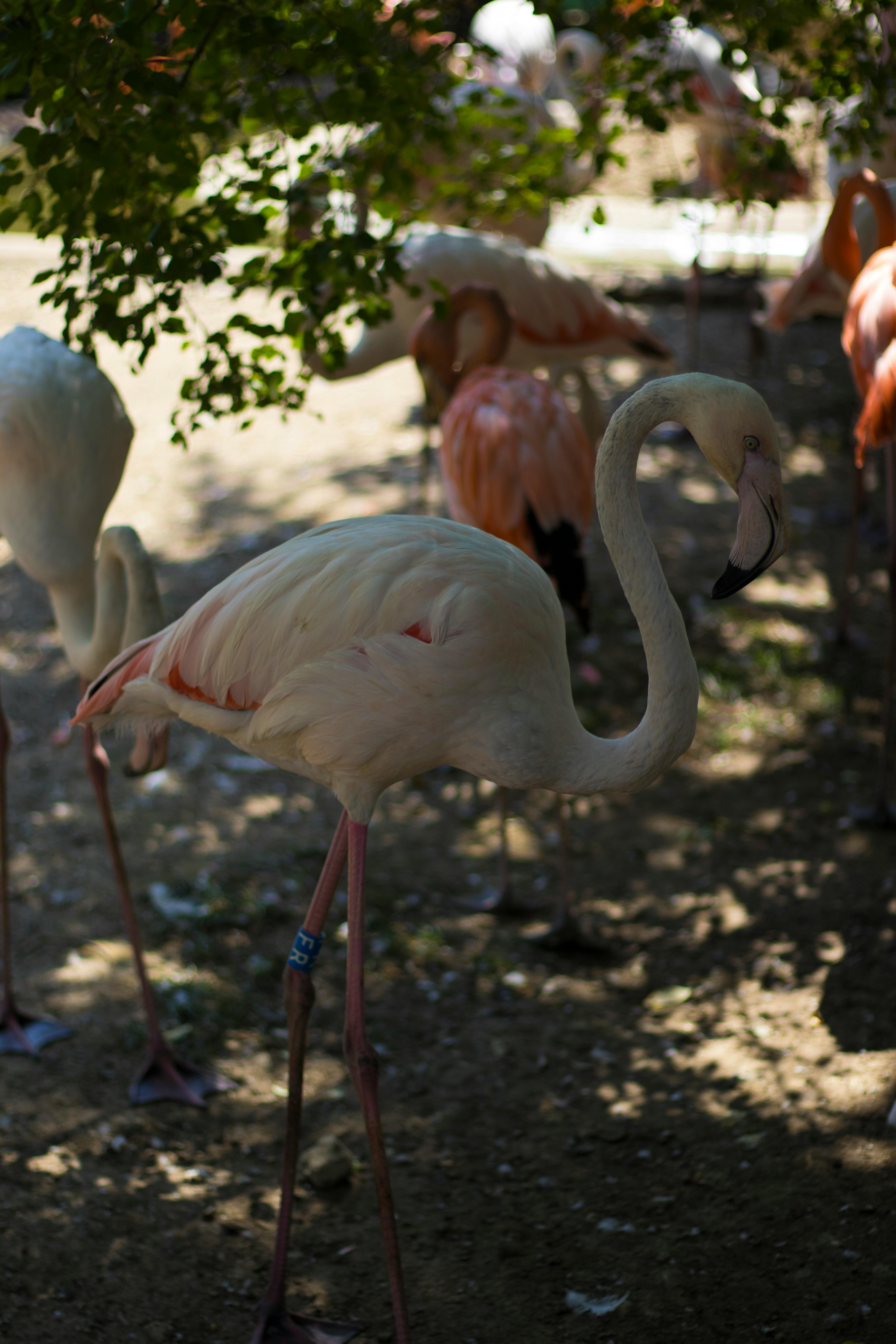
Flamingó

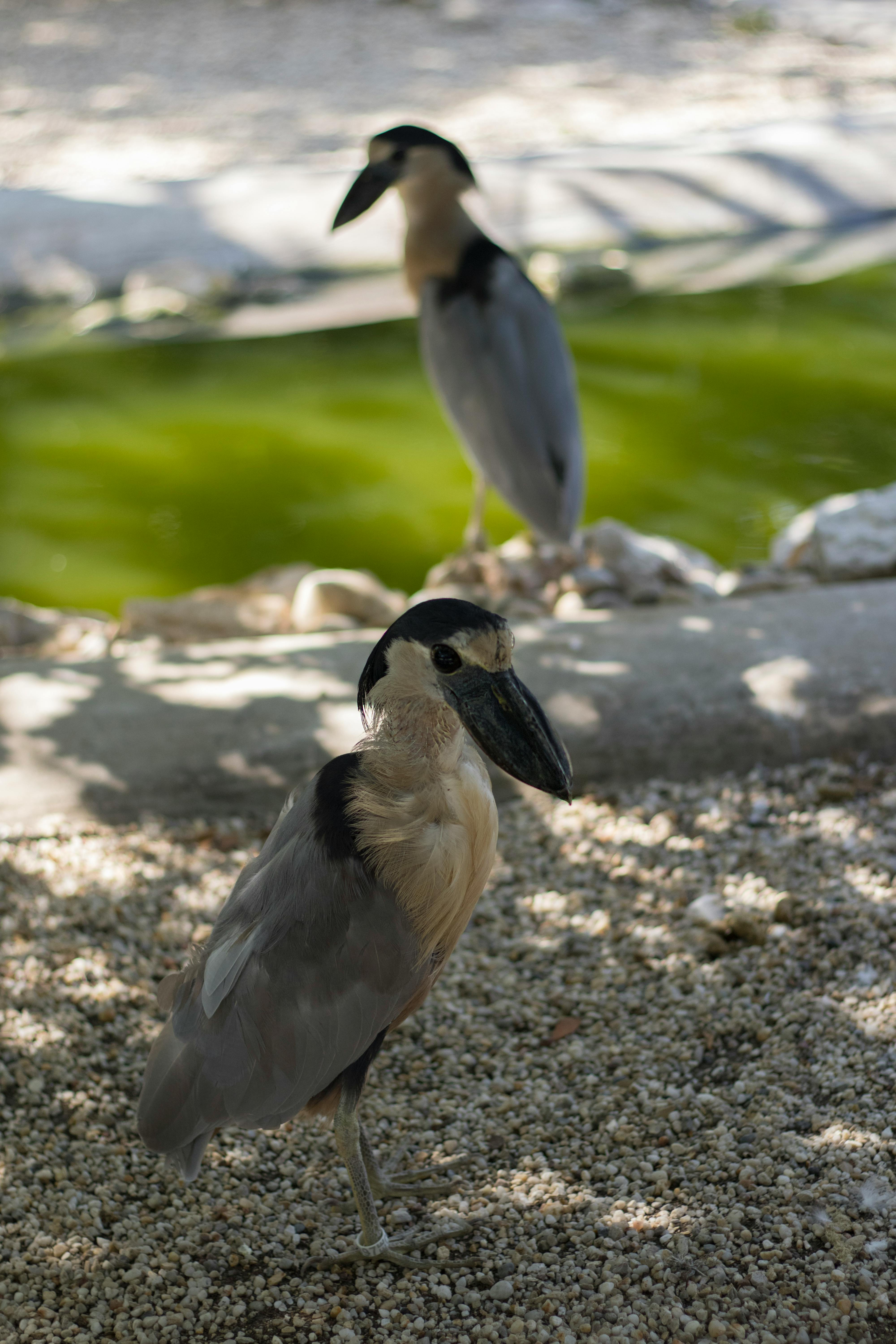
Kanálcsőrű bakcsó

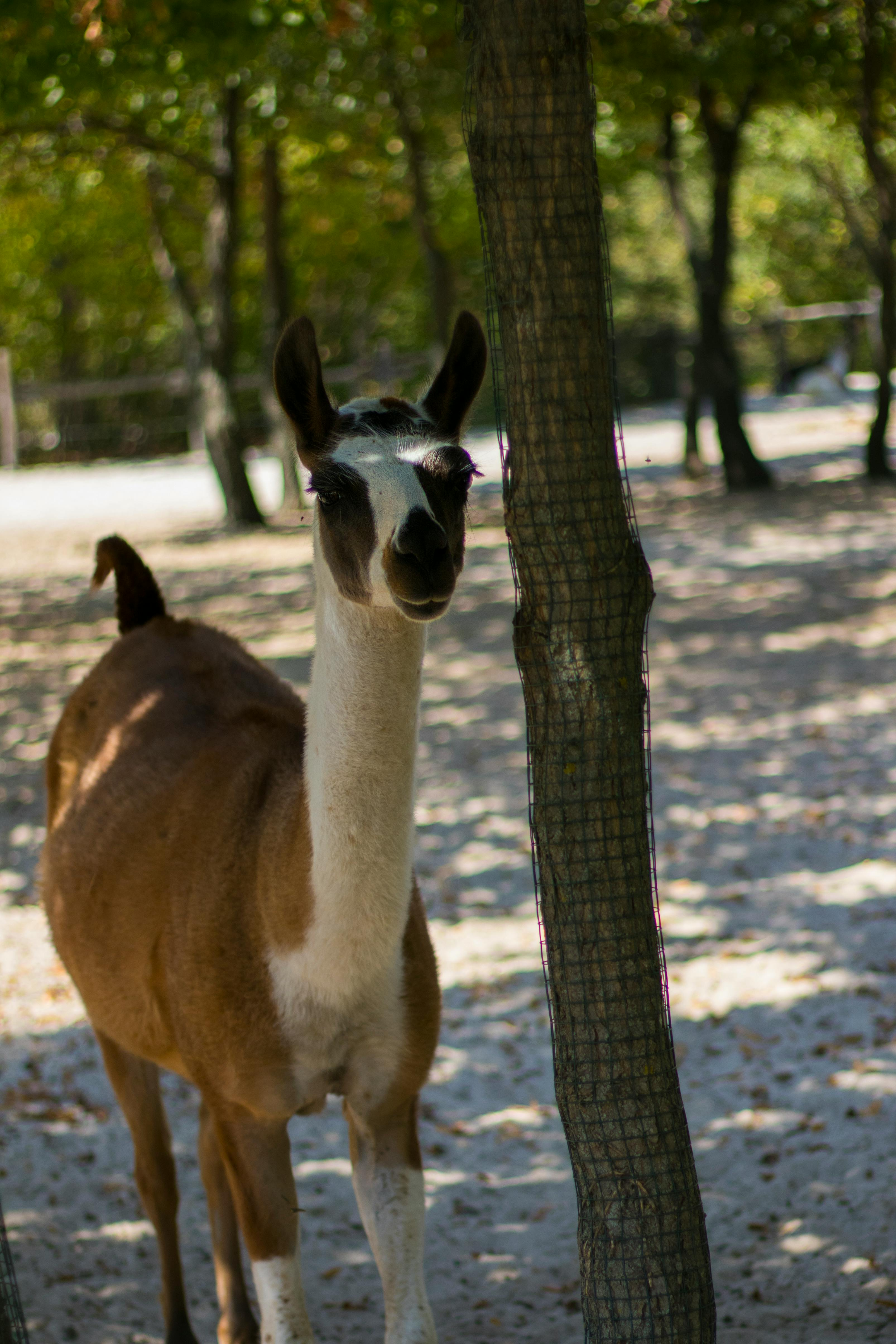
Láma

### Maki ösvény és a környezete
Ahol a Gulya-dombi részről az ajánlott látogatási útvonal átvezet a Fejes-völgyi részbe, ott egy nagyobb füves területen, a fákon egy vörös vari csapat ugrál és mászkál, a látogatók pedig be is sétálhatnak közéjük. Ez a madagaszkári félmajom Magyarországon először Veszprémben szaporodott. A szemközti kifutóban guanakók élnek.
A hozzájuk közeli kifutóban kapott helyet Magyarország legnagyobb bolíviai mókusmajom csapata. 2007-ben érkezett meg a fiatal hímekből álló Man-szigeti csapat, mely a nemzetközi fajmegmentési program keretein belül került az állatkertbe. A ház másik oldalán levő röpdében hollók élnek.
A közelben a szurikáták belső férőhelye kapott helyet. Az afrikai kis ragadozók számára természetesen külső kifutó is létesült, ahol a család egyik tagja állandóan felegyenesedve őrködik, ezzel váltva ki a látogatók rokonszenvét.

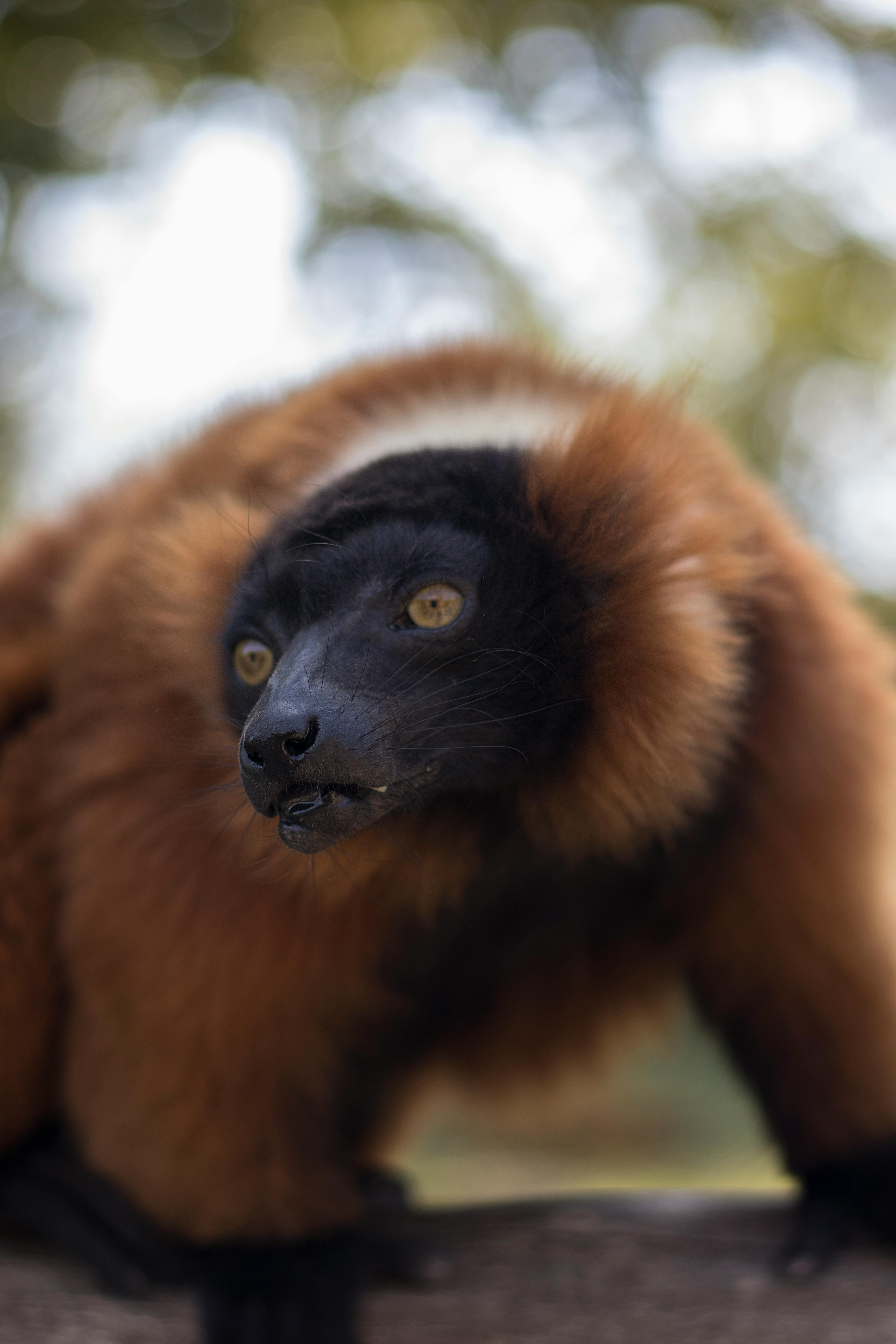
Vörös vari

### Háziállat-bemutató
Az állatkert háziállat-bemutatója 2023-ban nyílt meg. A bemutatóban a hagyományos magyar állatfajták egyedeit csodálhatják meg a látogatók. A baromfiudvarban kendermagos, sárga, fogolyszínű magyar tyúkokat, fekete erdélyi kopasznyakú tyúkokat és fehér magyar kacsákat lehet megtekinteni. A két istálló egyikében szőke mangalicákat és magyar parlagi szamárakat, a másikban pedig magyar tarka szarvasmarhákat és cikta juhokat láthatunk.
A háziállat-bemutatóban helyet kapott még egy kiállítás is. Az érdeklődők még többet megtudhatnak például az állatok háziasításának történetéről, de lőcsös szekeret, lovas hintót és számos, az állattartáshoz kötődő hagyományos eszközt ismerhetnek meg közelebbről.

### Nagymacskák
A terület lakói a szibériai tigrisek, a hópárducok és a kárpáti hiúzok.
A látogatók más-más szintekről, a talajszinttől a lombkoronaszintig, különböző perspektívákból tekinthetik meg a vadon félelmetes ragadozóit. Egy külön látogatói platform került kialakításra, ahonnan a szibériai tigrisek biztonsági üvegen keresztül akár testközelből is megcsodálhatók.
A közeli röpdékben hóbaglyok és uhuk leltek otthonra.

### Erdei Mesterségek Tanösvény
Amennyiben mindenképpen csak az állatkerti állomány felderítésével szeretnék tölteni az állatkertben töltött időnket, akkor a hópárducoktól visszafelé kell elindulnunk. Ha azonban szeretnénk a környék szabadon élő állatvilágát is megismerni – még ha csak táblák segítségével is –, akkor mindenképpen a természetvédelmi tanösvényt kell választanunk. Itt az erdei ösvényen haladva ismertetőtáblákkal találkozhatunk.
Érdemes ezeket a táblákat elolvasni, ugyanis számos érdekességet és hasznos információt megtudhatunk, mind az Állatkert természetvédelmi tevékenységéről, mind a Bakony környékén található élővilágról.

### Ragadozók, patások és társaik
A tanösvényen áthaladva eljutunk a sörényes juhok kifutójához, mely 2020-ban lett átadva. A fekete medvék, más néven baribálok kifutója szintén 2020-ban került átadásra. Az állatok kifutója a meredek hegyoldalba létesült. Az 5000 m2-es területen két mászóka is épült, melyek között egy medence is helyet kapott, hiszen a medvék kiválóan tudnak úszni. A kifutóhoz egy közel 200 m2-es ház is tartozik.
A 2007-es év Madagaszkár-kampányára való tekintettel érkeztek a gyűrűsfarkú makik, akik a kapucinus majmok helyét örökölték meg, ahol élő fákon kapaszkodhatnak a magasba. Itt egy sarkantyús teknős is látható. A szemközti kifutóban a vikunyák élnek. A létesítmény 2020-ban lett átadva. A következő két kifutó lakói a Bennett-kenguruk és a dámvadak.
A velük szemközti kifutókban a kisragadozók bemutatói kapott helyet, ahol vörös macskamedvék és mosómedvék élnek.

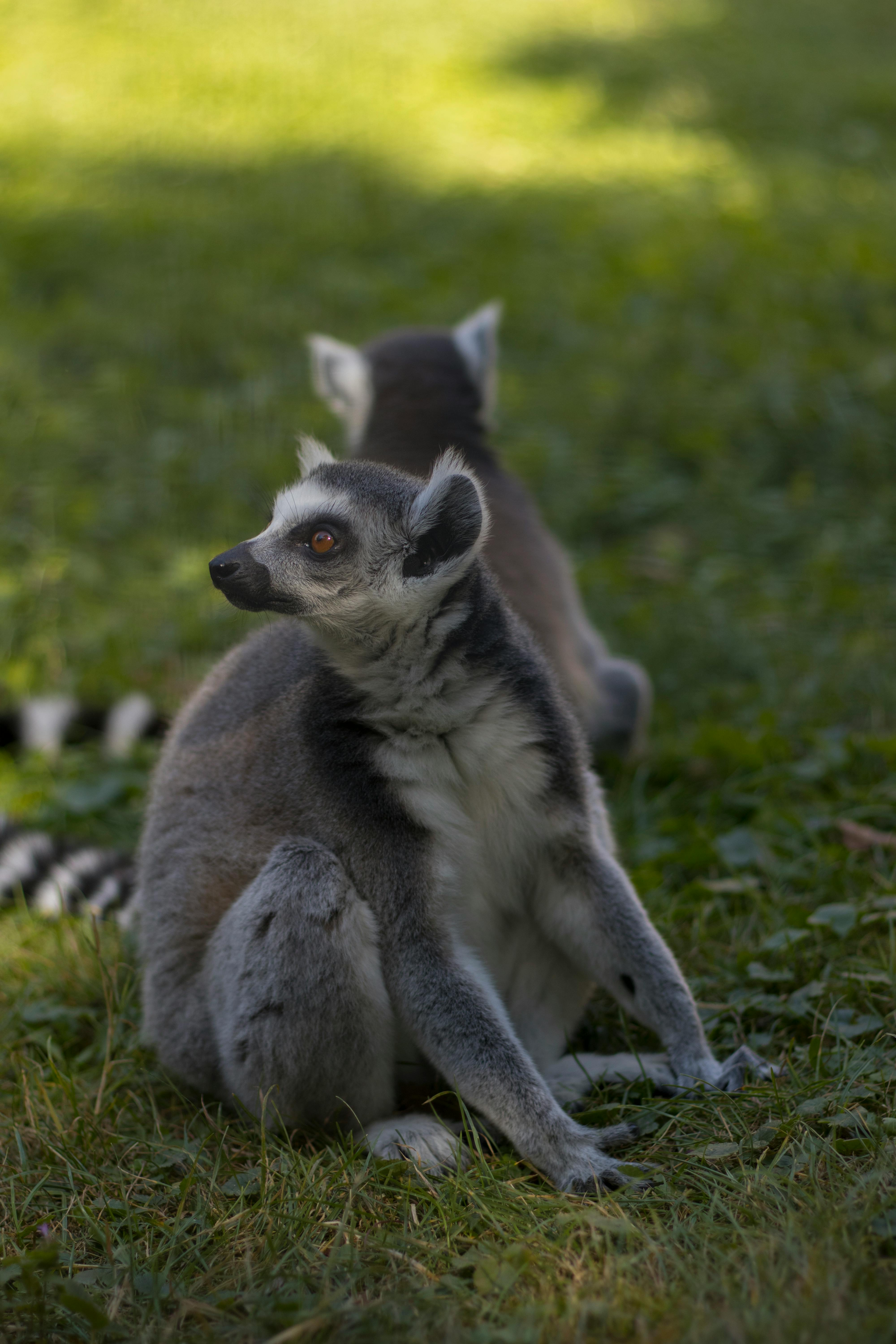
Gyűrűsfarkú maki

### Vízparti állatok és szomszédaik
A nagy tó elnevezésű kifutón vízidisznók, nagy marák, tőkés récék, nyári ludak, és kanadai ludak élnek együtt. A mellettük levő domboldalon szibériai kőszáli kecskék élnek.
A vízimadarak tágas röpdében kerülnek bemutatásra. Itt egyiptomi íbiszek, malukui íbiszek és fekete gólyák láthatók.
A vízparti állatok közelében vörösorrú ormányos medvék élnek. Mint igazi csapatállatok, könnyen bizalmukba fogadják az embert, így nagy sikere van a látványetetésüknek is.

### Kölyökdzsungel Játszóház és Terrárium
A Fejes-völgyi bejárat előtt közvetlenül jobbra, a Kölyökdzsungel Játszóház és Terrárium található. A játszóház a gyermekek számára nagyon jó szórakozás. A Terráriumban pedig érdekes hüllőfajtákat csodálhatnak meg a látogatók. A 300 négyzetméteres játszóház egyedileg lett tervezve, a játékelemek szinte mindegyike állatokhoz kötődik. A Terráriumban található fajok:
- Királypiton (Python regius)
- Szalagos tigrispiton (Python bivittatus)
- Vörös gabonasikló (Elaphe guttata)
- Belföldi szakállasagáma (Pogona vitticeps)
- Aligátorteknős (Chelydra serpentina)
- Sarkantyús teknős (Geochelone sulcata)
- Sárgafülű ékszerteknős (Trachemys scripta scripta)
- Vörösfülű ékszerteknős (Trachemys scripta elegans)
- Botsáskák (Phasmatodea)
- Madagaszkári bütykös csótány (Gromphadorhina portentosa)
- Kétujjú lajhár (Choloepus didactylus)
- Tengerimalac (Cavia porcellus)
- Házi nyúl (Oryctolagus cuniculus var. domestica)

### Afrika-szavanna kifutó
Visszasétálva a Gulya-dombi részre, az állatkert egyik leghíresebb látványossága, hazánk legnagyobb és az afrikai szavannák élővilágát a legtermészetesebben bemutató kifutója tárul elénk, ahol többféle antilopot, zebrákat, zsiráfokat, struccokat és szélesszájú orrszarvúkat tekinthetnek meg a látogatók.
A másfél hektáros, nyílt füves kifutóban, melyet ligetes facsoportok, kisebb dombok tagolnak, és amelynek szélén egy tavacska is létesült, megtekinthetjük az állatkert legkedveltebb lakói közé tartozó szélesszájú orrszarvúkat. 2015-ben lett átadva az új orrszarvúház, melyben az állatok télen is láthatóak üvegfalon keresztül; itt kaptak elhelyezést a kifutó többi lakói is. Az épület 900 négyzetméter alapterületű, melyhez egy külön külső orrszarvúkifutó is tartozik. 
Az antilopokat a kifutóban az impalák és a zambézi mocsáriantilopok képviselik. 
2010-ben épült fel az Afrika-ház, melynek köszönhetően az állatkert történetében először Rothschild-zsiráfok is érkezhettek Veszprémbe. A látogatói térben plakátok kerültek a falra, melyeket elolvasva sok érdekes információt kapunk az afrikai kontinensről. Kezdetekben négy zsiráfbikát tartott az állatkert, majd ezeket lecserélve alakult ki egy tenyészcsapat.
A kifutó mellett kisebb kifutók is helyet kaptak, melyekben ecsetfülű disznók és rózsás gödények élnek.
2019-ben került átadásra az új Oroszlánház és kifutó. Az oroszlán falka 2000 négyzetméteres kifutójukban kialakítottak egy kis tavat is a részükre. Kiépítettek két olyan látogató pontot is, ahol nagyméretű, biztonsági üvegfalon át lehet nézni a ragadozókra.

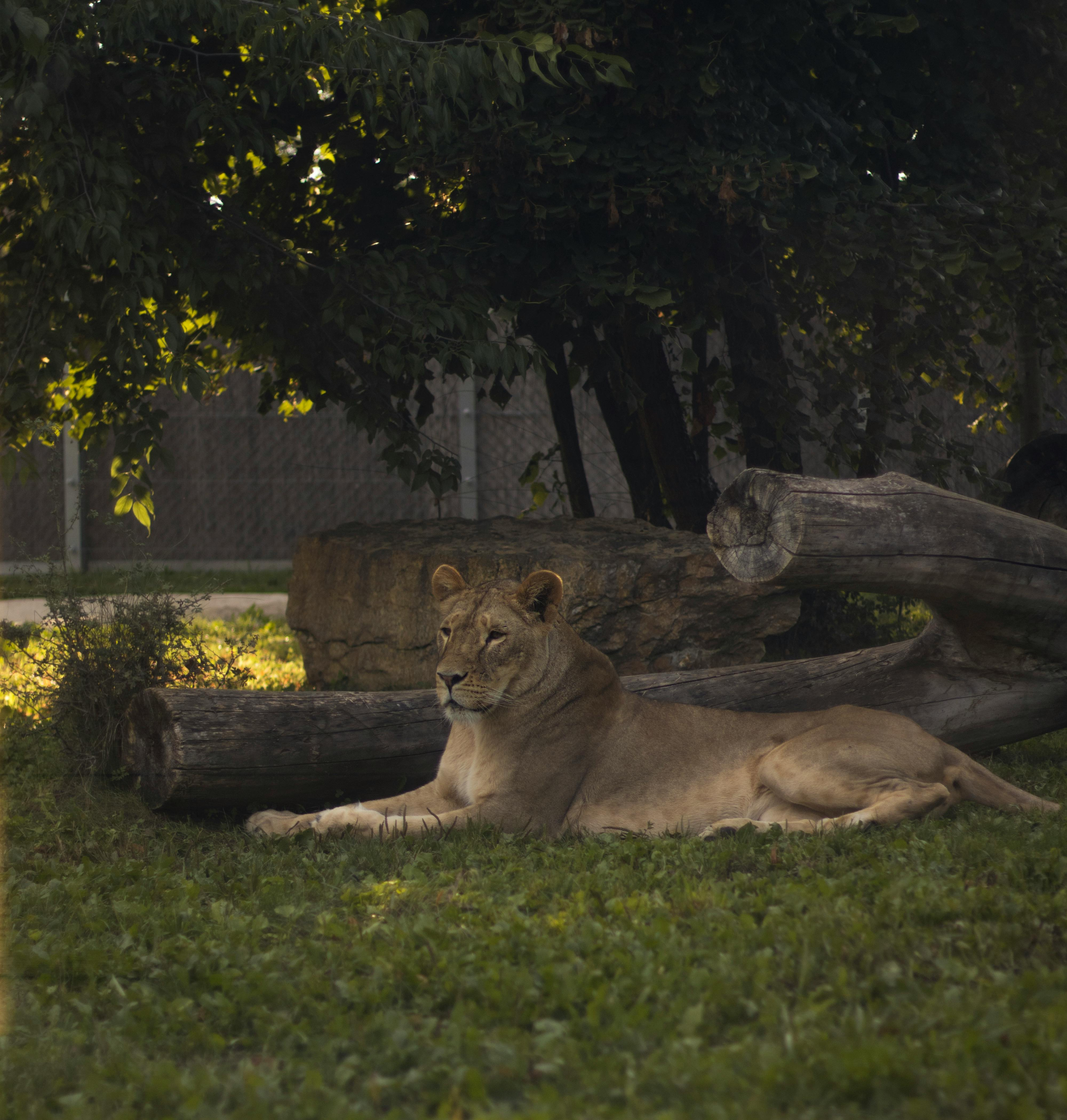
Oroszlán

### Állatsimogató
A gyerekek körében kedvelt Állatsimogató a Gulya-dombon található. Itt többféle állatot is megsimogathatunk: kecskéket, szomáli juhokat, kameruni törpekecskéket és kameruni juhokat.
A korszerű állatsimogatóban a gyermekek háztáji állatokkal és kicsinyeikkel ismerkedhetnek meg, hiszen az állatkertnek nem csupán az egzotikus állatok bemutatása a célja, hanem a körülöttünk élő élőlények megismertetése is.
A hazai fajták mellett a távoli földrészek háziállatait is bemutatják, így az afrikai watusi marhákat, valamint a szintén afrikai egypúpú tevéket is.

### Dinó park
2016-ban nyílt meg a veszprémi állatkert területén Magyarország legnagyobb dinoszaurusz-kiállítása. A nyitás évében a park a mezozoikum, azaz a triász, a jura és a kréta korok élővilágát mutatta be, ekkor 30 dinoszaurusz életnagyságú mása volt látható benne. 2017-ben a park kibővűlt a perm földtörténeti időszakkal és innentől már közel 50 életnagyságú dinoszaurusz szobor látható. A rendhagyó kiállítás 300 millió évre tekint vissza, számos hús- és növényevő fajt mutat be. A látogatók láthatják többek közt a 23 méter hosszú Diplodocust, a 4 méternél is magasabb ragadozót, a Tyrannosaurus rexet, a Triceratopsot, a Stegosaurust, vagy a Velociraptort is. 2023-tól egy gyapjas mamut is látható. A fajokról a szobrok mellett kihelyezett tájékoztató táblákon sok érdekesség olvasható. A gyermekfoglalkoztató vendégei az őslénytankutatók mindennapjaiba tekinthetnek be. A 170 millió forintból megvalósított beruházás két hektáron helyezkedik el.

### Majomház
Az épület 2009-ben épült, két-két belső és külső kifutó létesült. Az épületben üvegfal, míg a kifutónál vizesárok választja el az állatokat az ide látogatóktól. A házban zászlósfarkú kolobuszok, dzseládák, galléros páviánok és gyűrűsfarkú makik élnek. A dzseládák Magyarországon elsőként itt szaporodtak.
A külső kifutókat övező vizesárkokba koi pontyok, sárgafülű ékszerteknősök és vörösfülű ékszerteknősök lettek telepítve.
A területen létesült a 2019-ben átadott operatív központ is. A több mint 1800 négyzetméteres alapterületű épület a legmagasabb minőségben szolgálja ki az állatkertben zajló háttérmunkát. Új állatorvosi központ került megépítésre, modern vizsgáló, kezelő és műtő egységekkel, laborrészleggel, karantén egységgel. A dolgozók számára új szociális helyiségek, öltözők kerültek kialakításra, kiépítésre került egy logisztikai részleg is. Az állatkert lakóinak magas szintű ellátása érdekében takarmánykonyha is létesült.

### Elefánt Park
Az állatkertben 2014-ben létesült a legmodernebb állatkertészeti és turisztikai elvárásoknak megfelelő Elefánt Park. A zöld szigetekkel tarkított, 5400 négyzetméteres nagyságú külső kifutóegyütteshez tartozó, 1100 négyzetméter alapterületű elefántházban fűtött látogatói térből üvegfalon át figyelhetik az ázsiai elefántokat az érdeklődők. Az elefántparkban egy fiatal bikákból álló csapat él.
Az elefántokkal szemközt a kétpúpú tevék kifutója létesült 2018-ban. A 2000 négyzetméteres kifutóhoz két belső boksz, valamint egy fedett beálló is tartozik. A kétpúpú teve karaván rendszeresen szaporodik.
2017-ben új látványkifutót kaptak a 2008 óta bemutatott pettyes szarvasok. A kifutójukat indiai antilopokkal osztják meg. Az Ázsiában őshonos Axis szarvasok, egy három boxból álló állatházat, valamint egy minden nemzetközi előírásnak megfelelő 2000 m2-es kifutót vehettek birtokukba. A szarvasok igen jó érzik magukat helyükön, mi sem bizonyítja ezt legjobban, hogy a csapat a sikeres tenyészprogramnak köszönhetően minden évben szaporodik.

### Vizes élővilágot bemutató komplexum
2015-ben az állatkert történetében először érkezhettek fókák és pingvinek, ugyanis ekkor készült el a vízi komplexum. A fókák medencéje mellett, egy lelátó tribün került kialakításra, melyen kb. 120-150 látogató tud helyet foglalni és onnan, az állatgondozó animátor által vezetett látványetetést tudja megtekinteni. A fókák víz alatti élete a 250 négyzetméteres, 320 köbméteres medence üvegfalán keresztül tekinthetők meg. A pingvinek 90 köbméteres medencéjébe három méter széles üvegfalon keresztül tekinthetnek be a látogatók, a kifutó száraz részén búvó- és költőhelyek is létesültek. A fókákat a borjúfókák, a pingvineket pápaszemes pingvinek képviselik.

## Képgaléria a veszprémi állatkertben látható fajokról

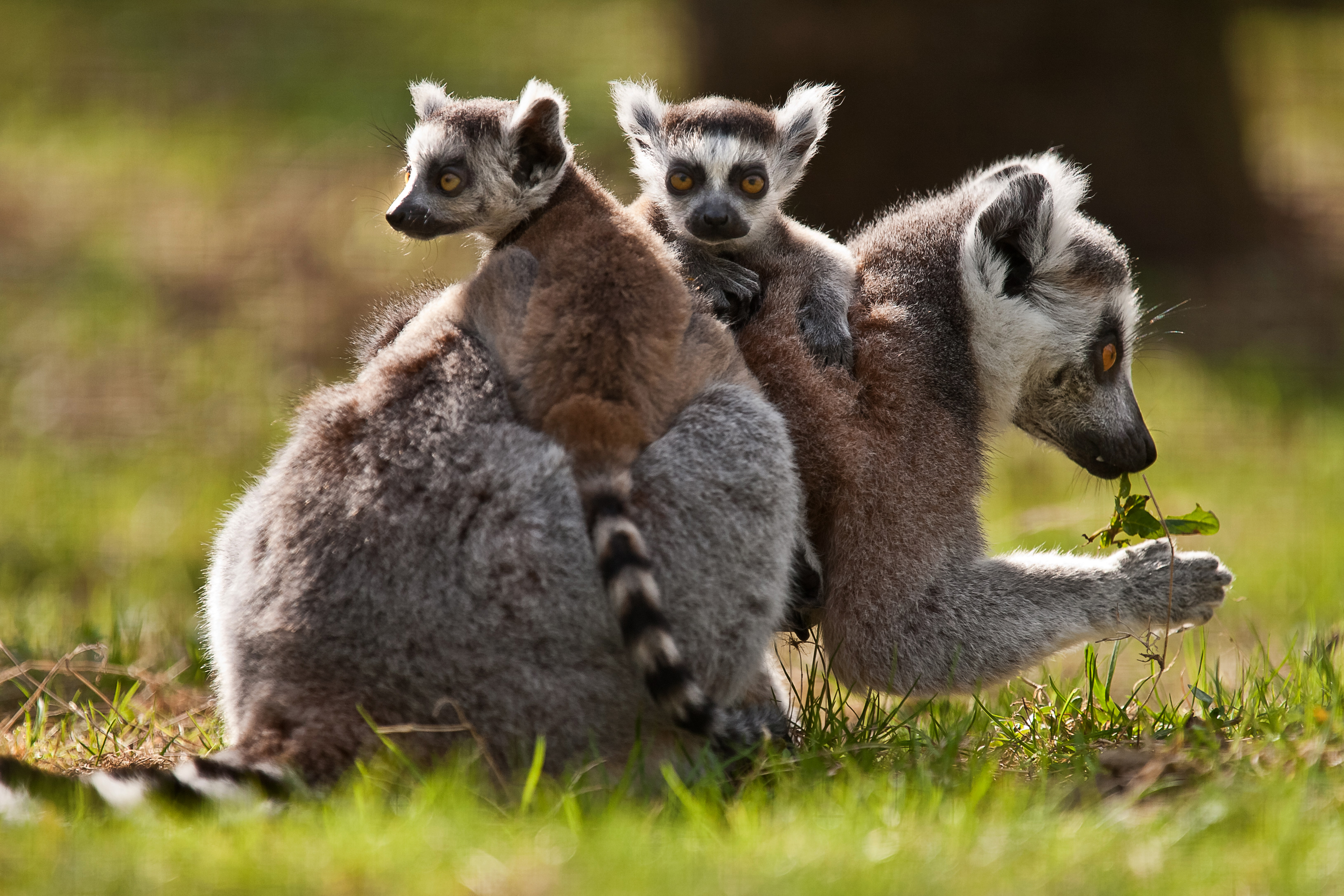
Kattacsalád
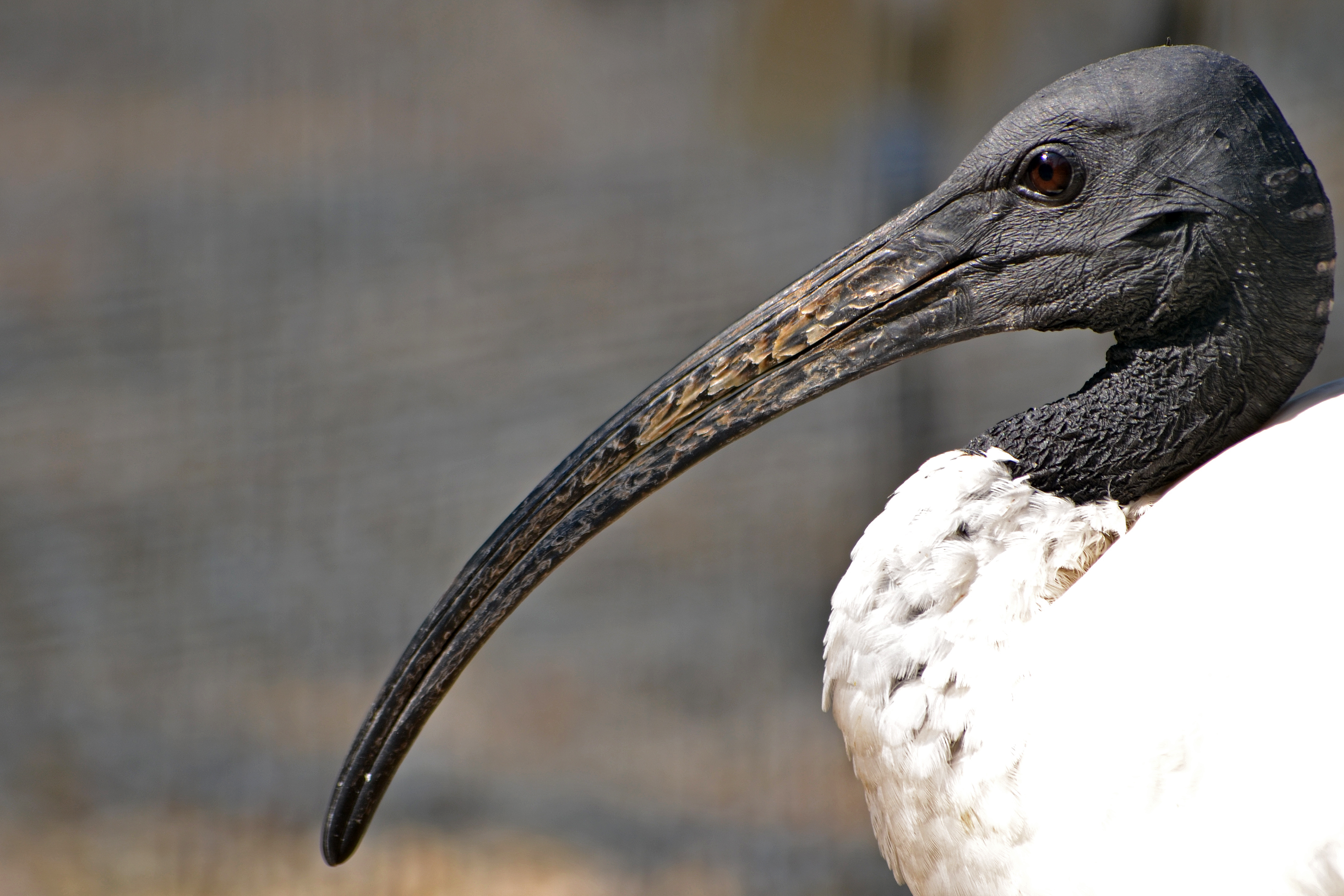
Szent íbisz
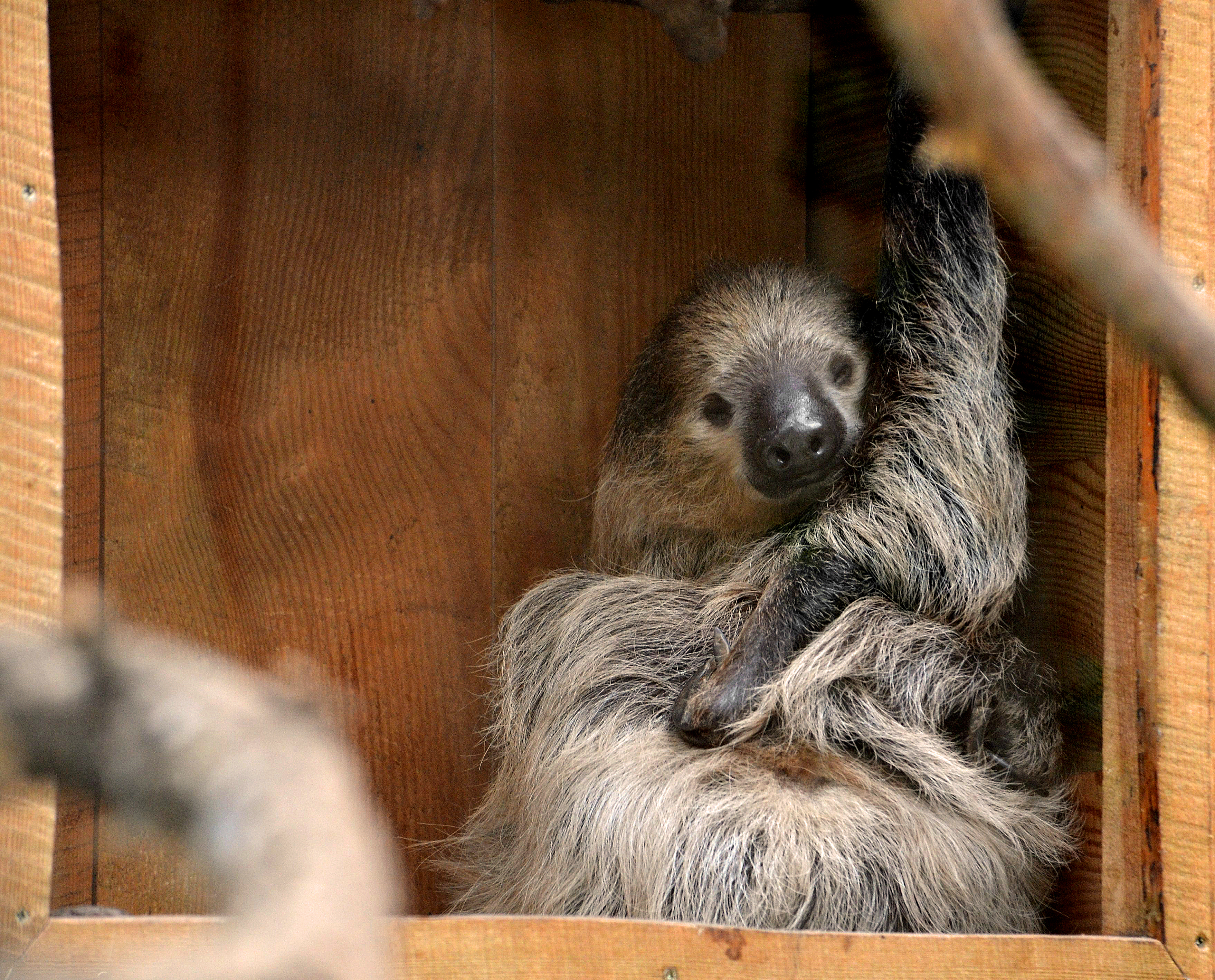
Kétujjú lajhár
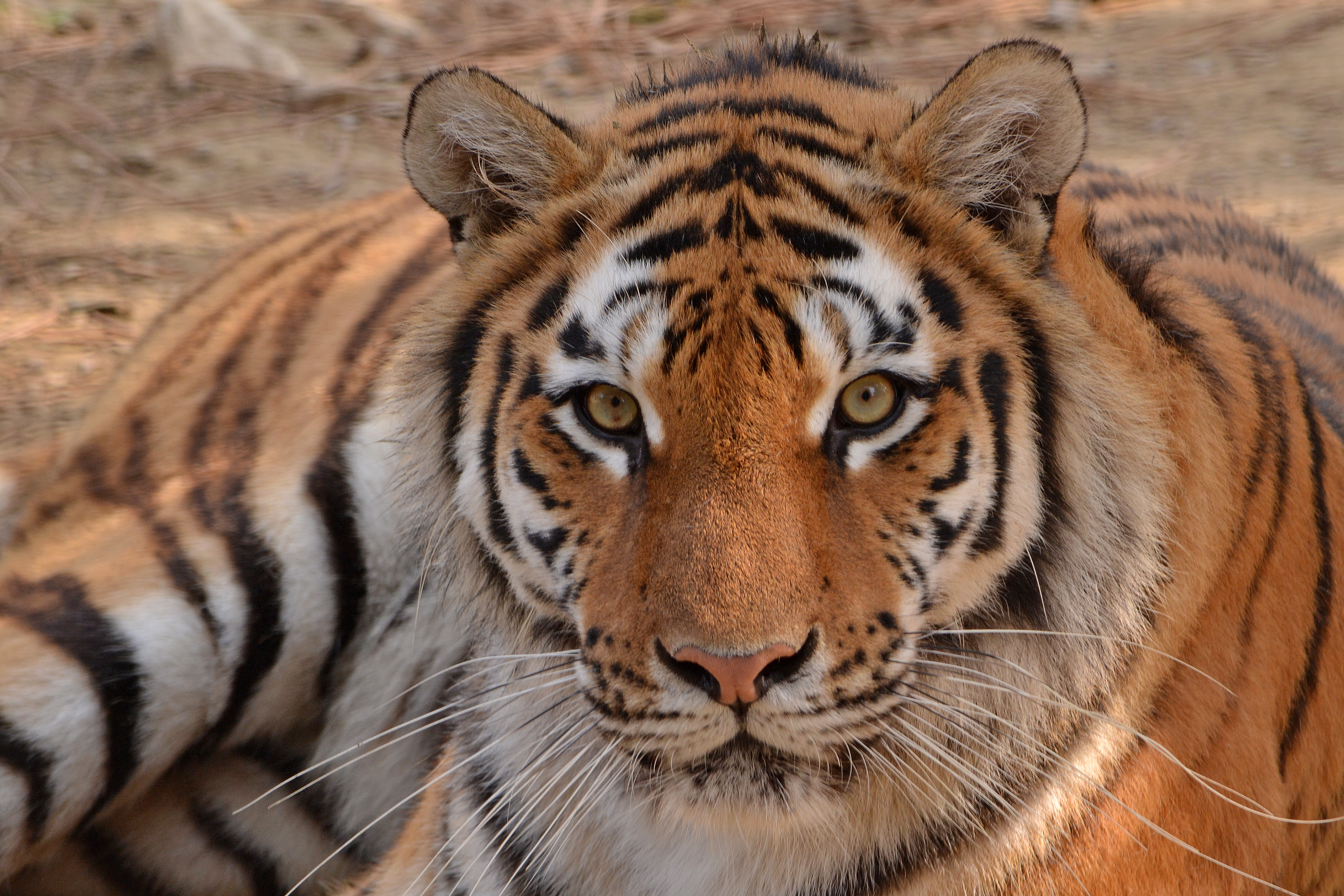
Szibériai tigris
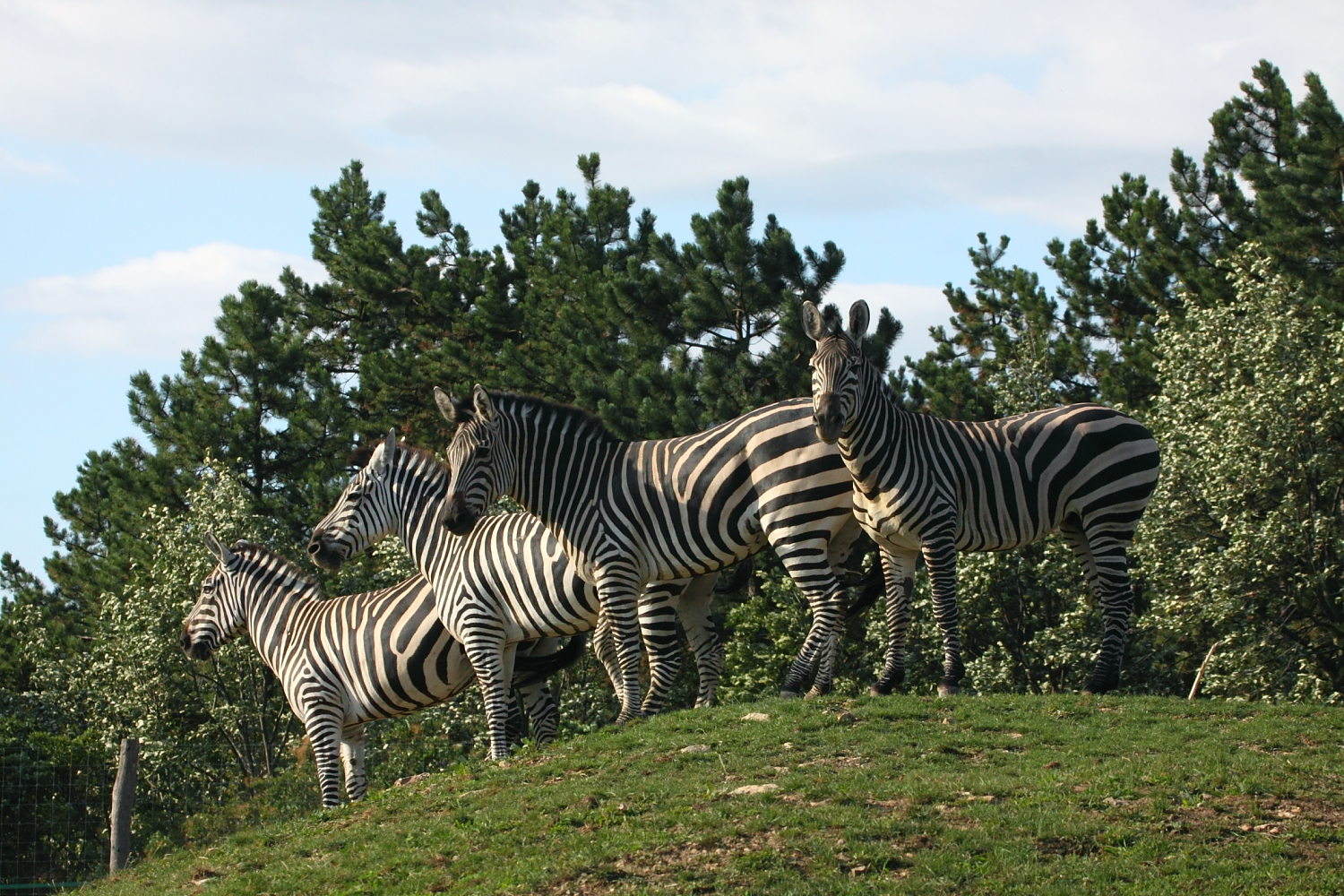
Böhm-zebrák
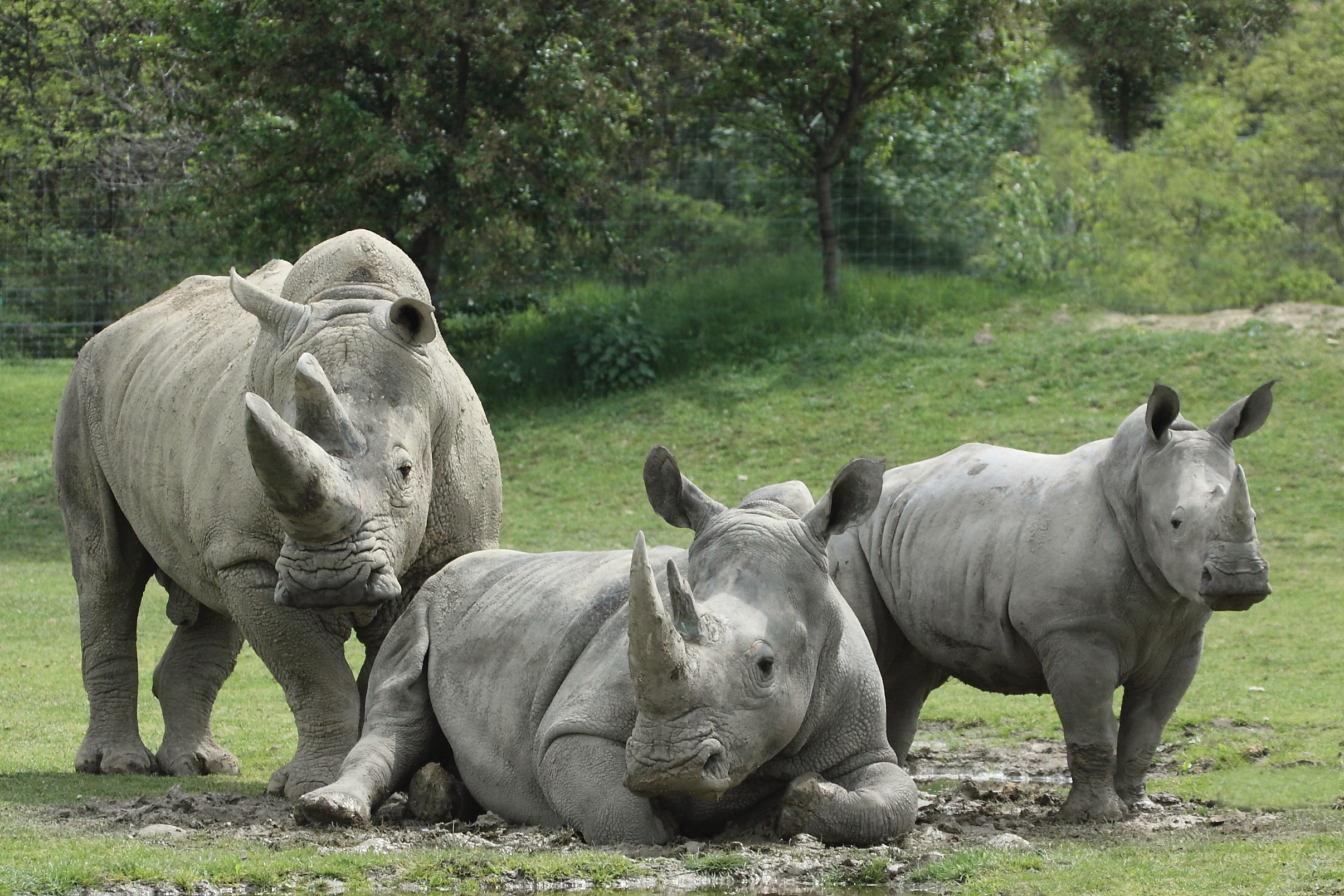
Szélesszájú orrszarvú család
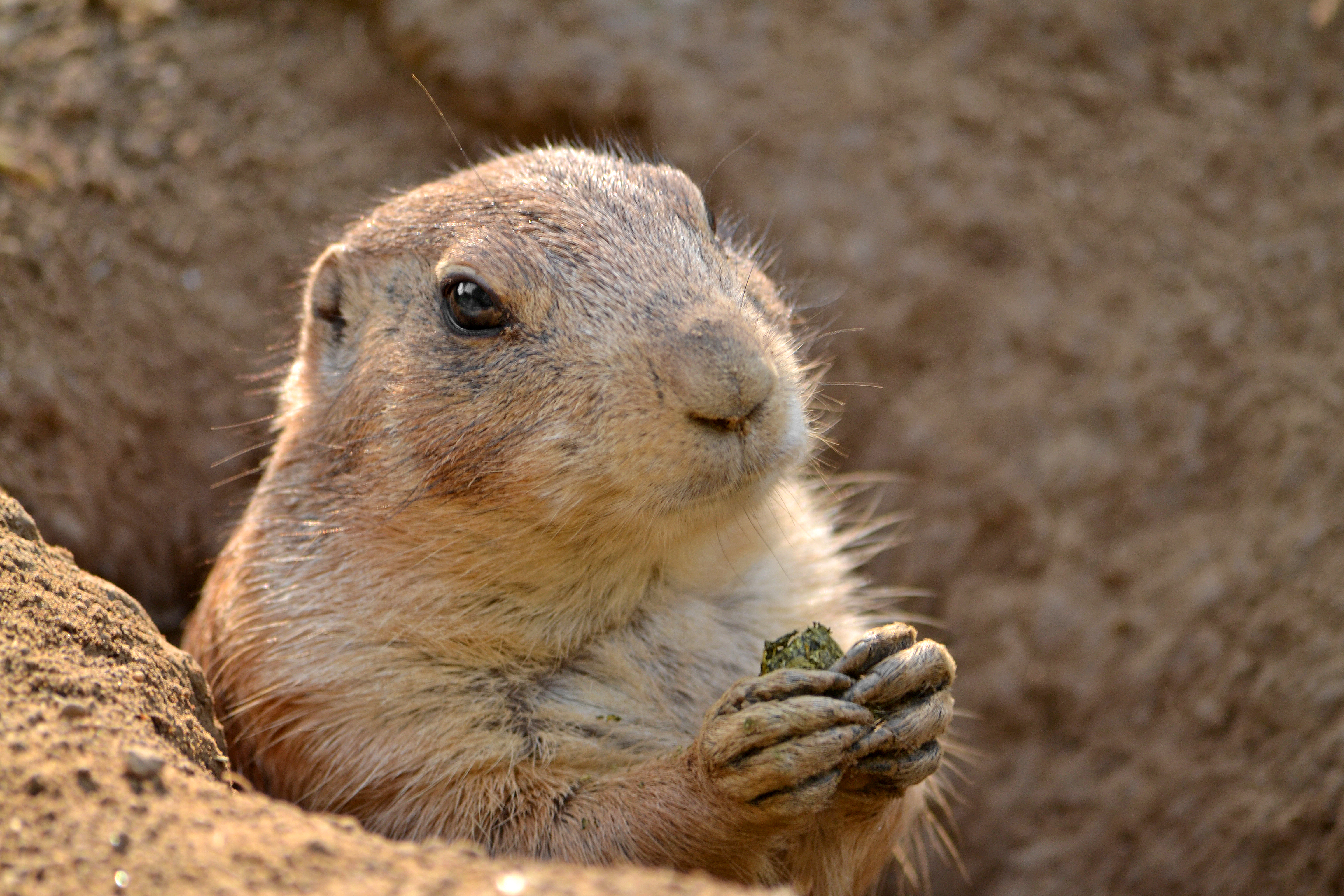
Prérikutya
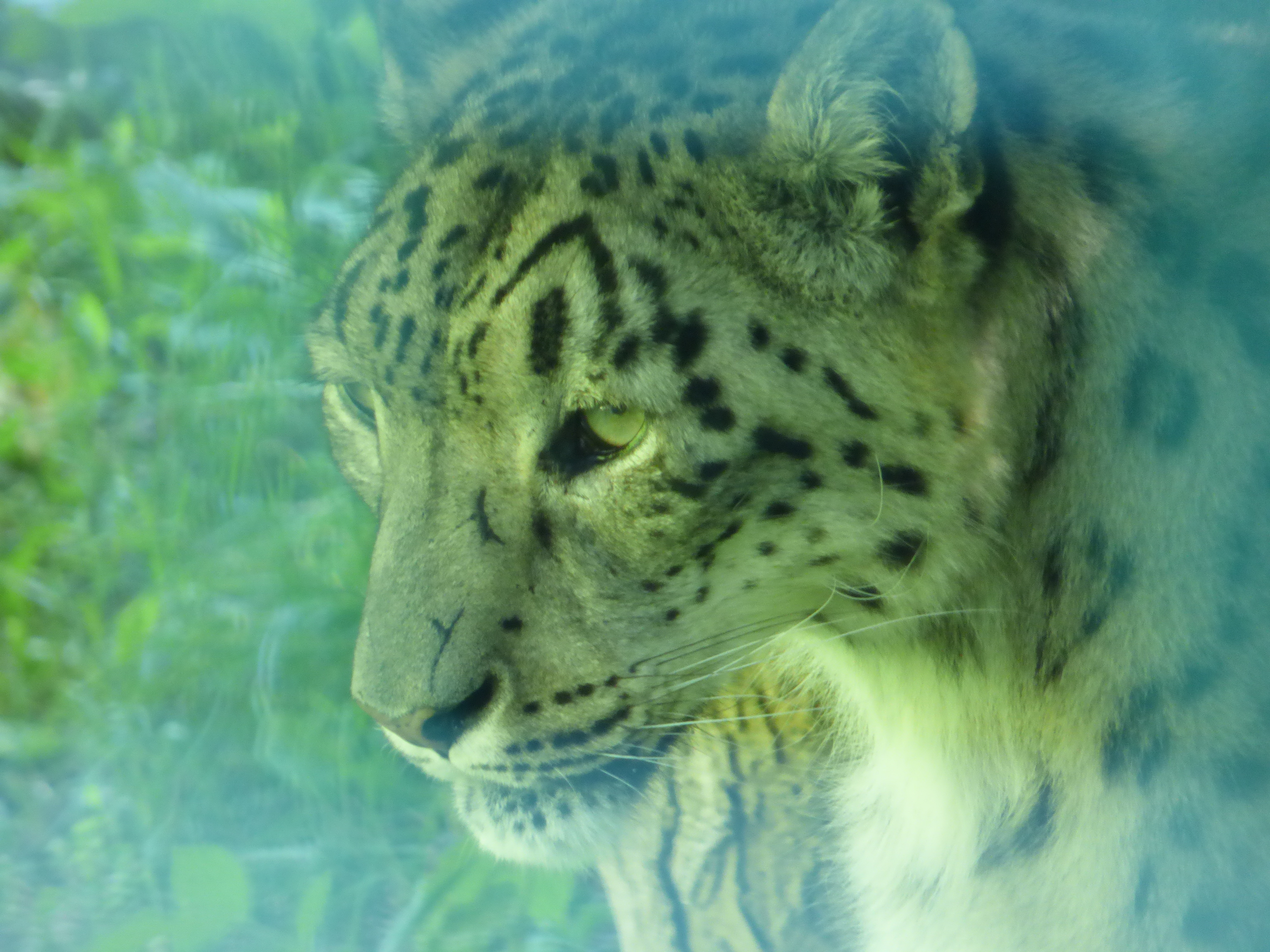
Hópárduc
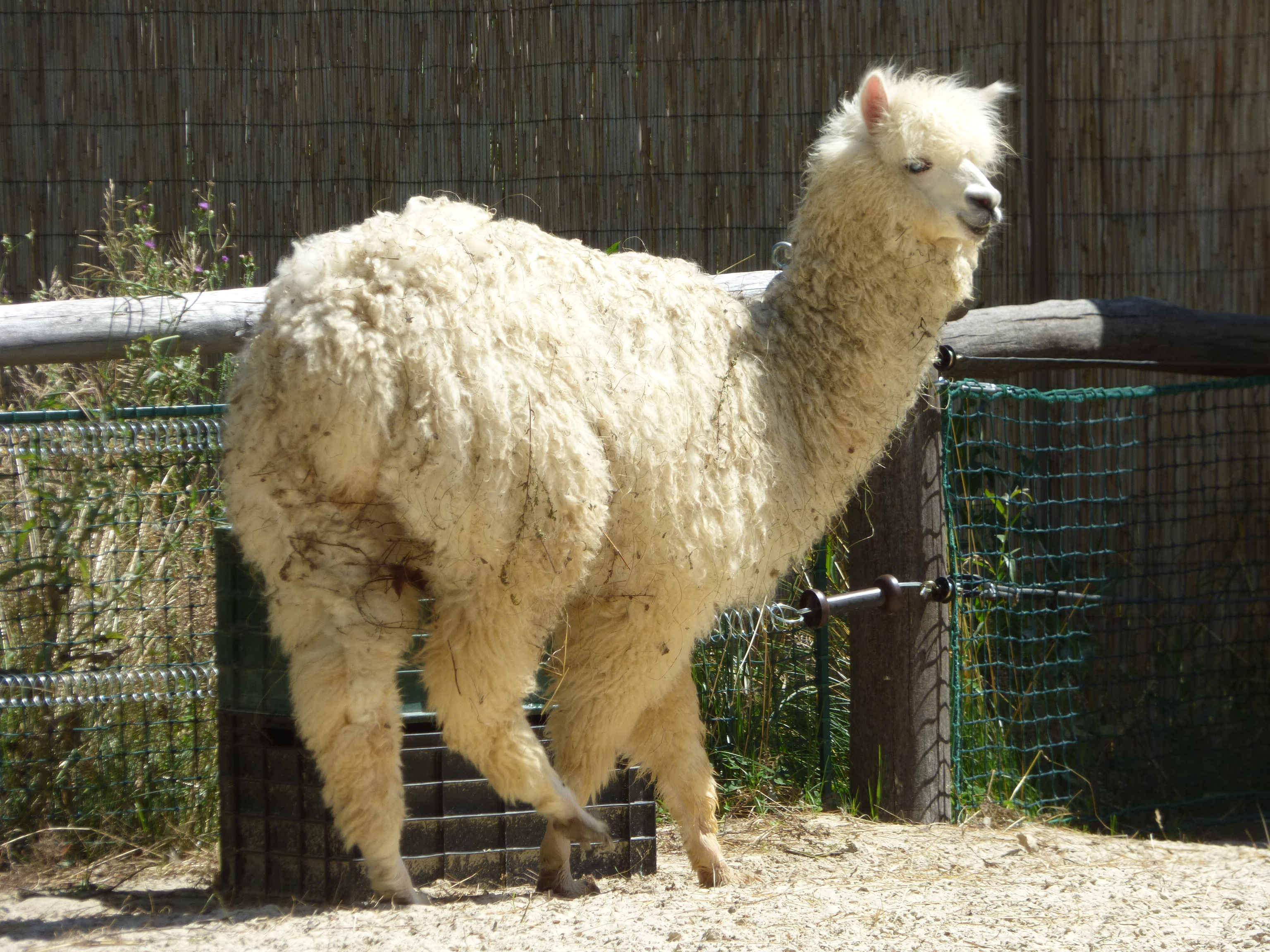
Fehér alpaka
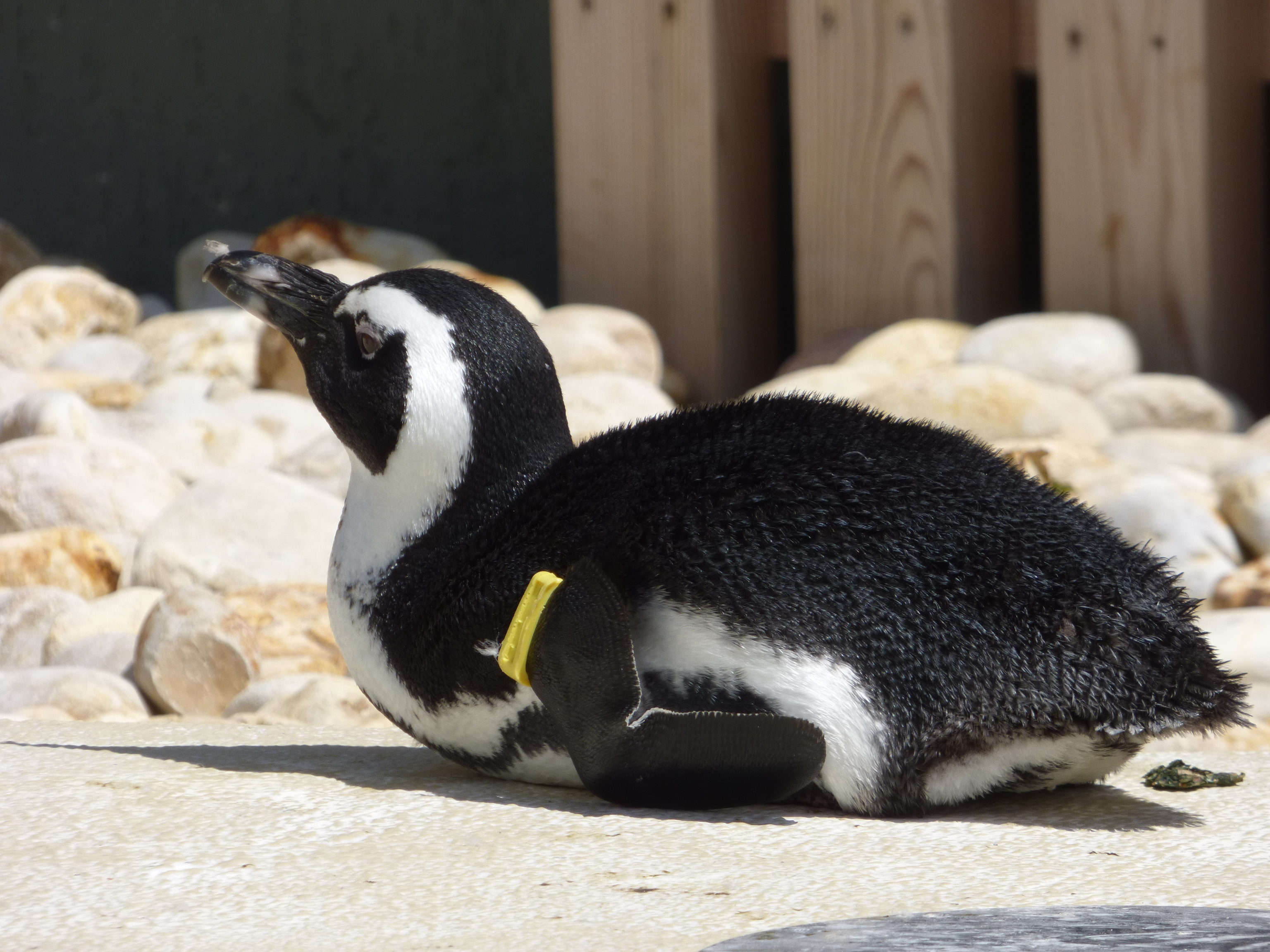
Pápaszemes pingvin
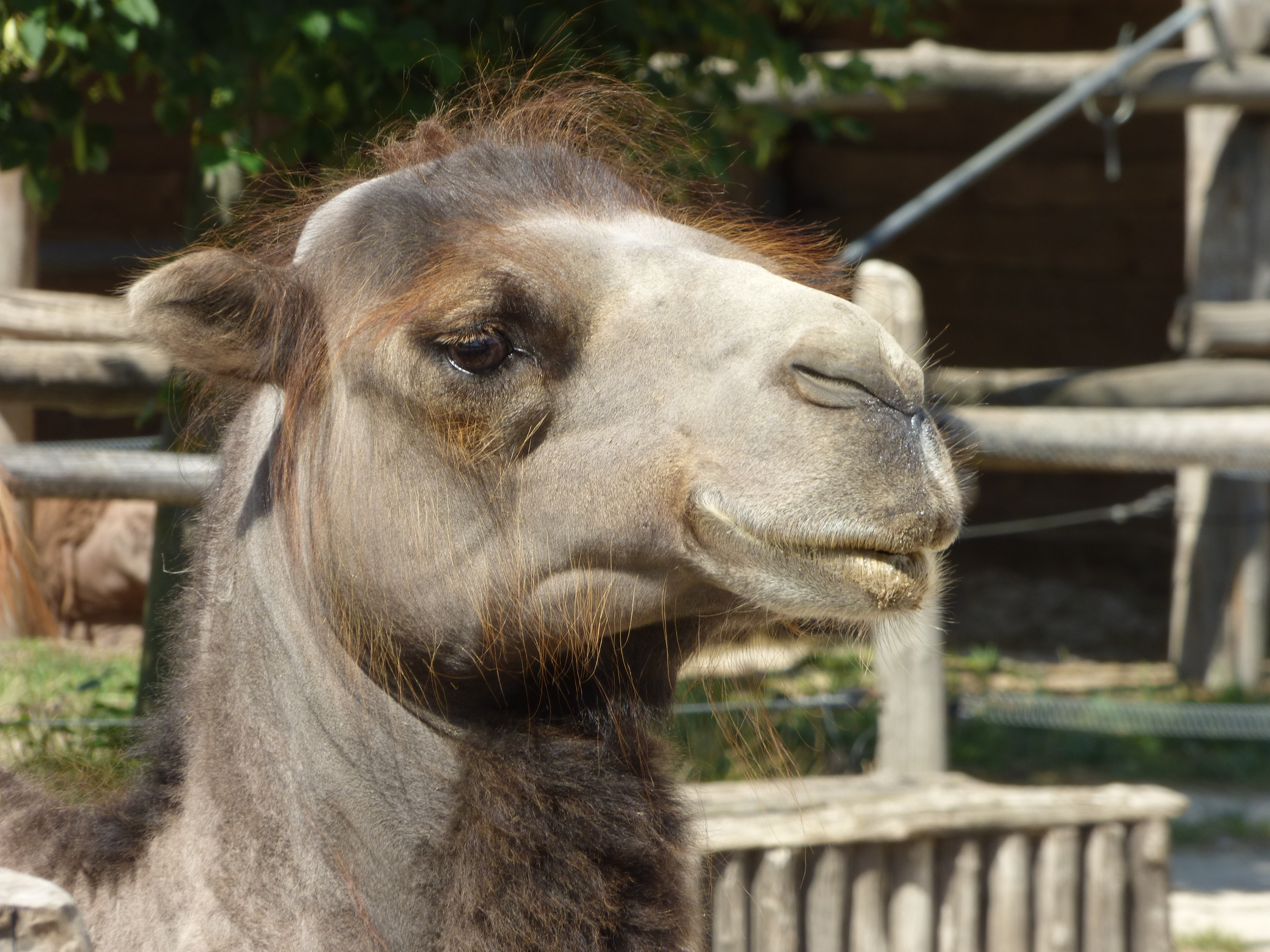
Teveportré
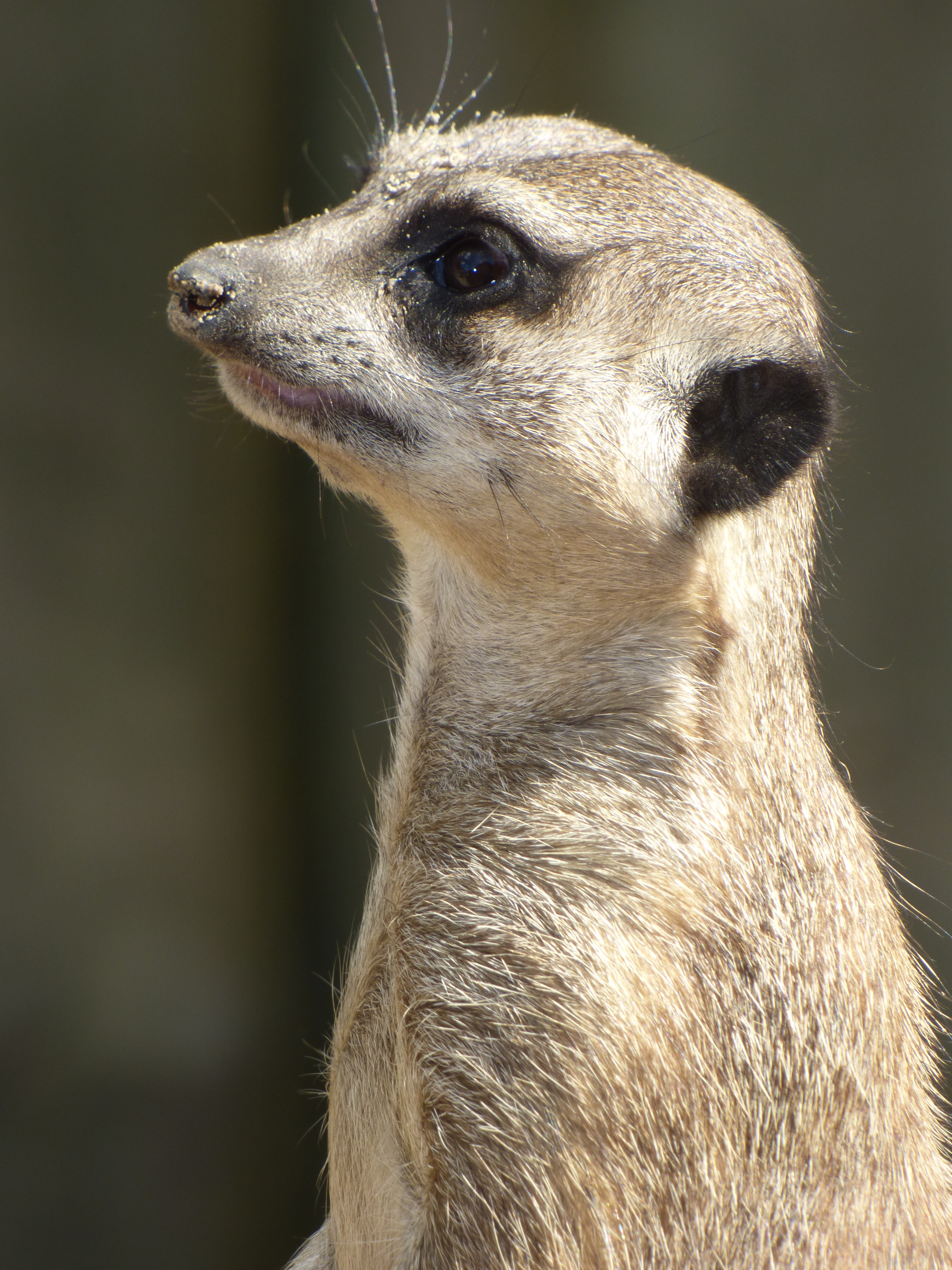
Szurikáta őrszem
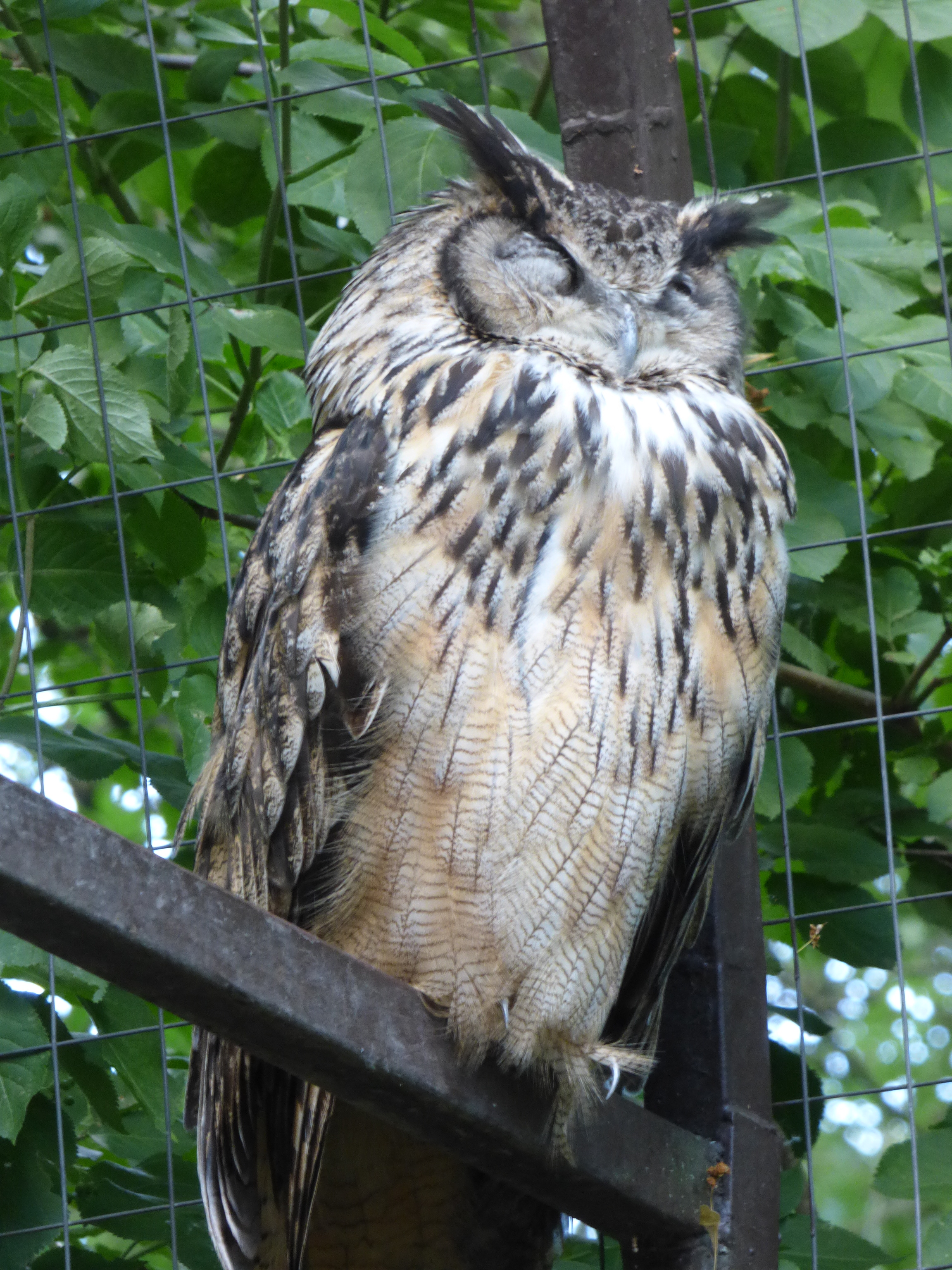
Uhu
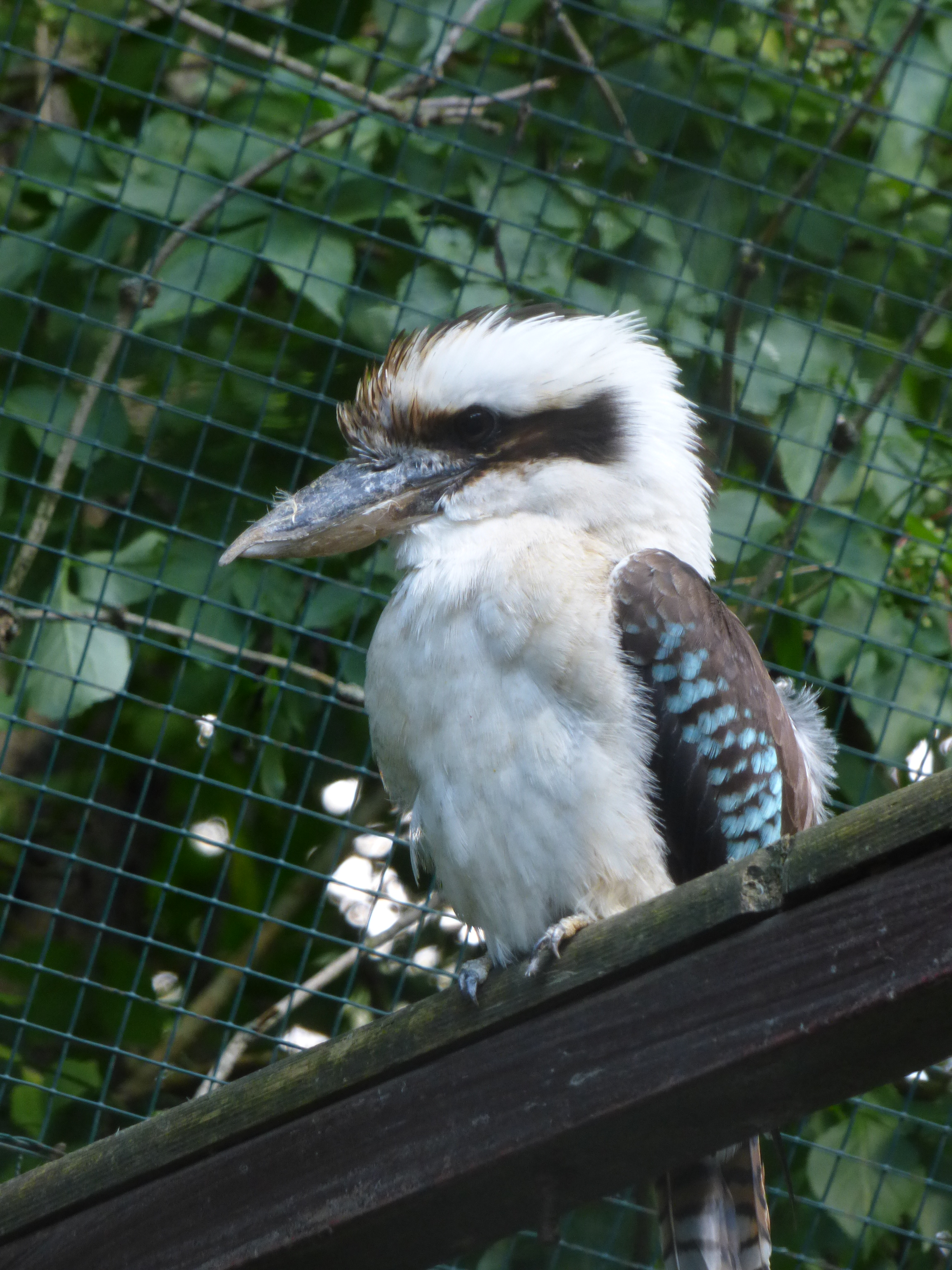
Kacagójancsi
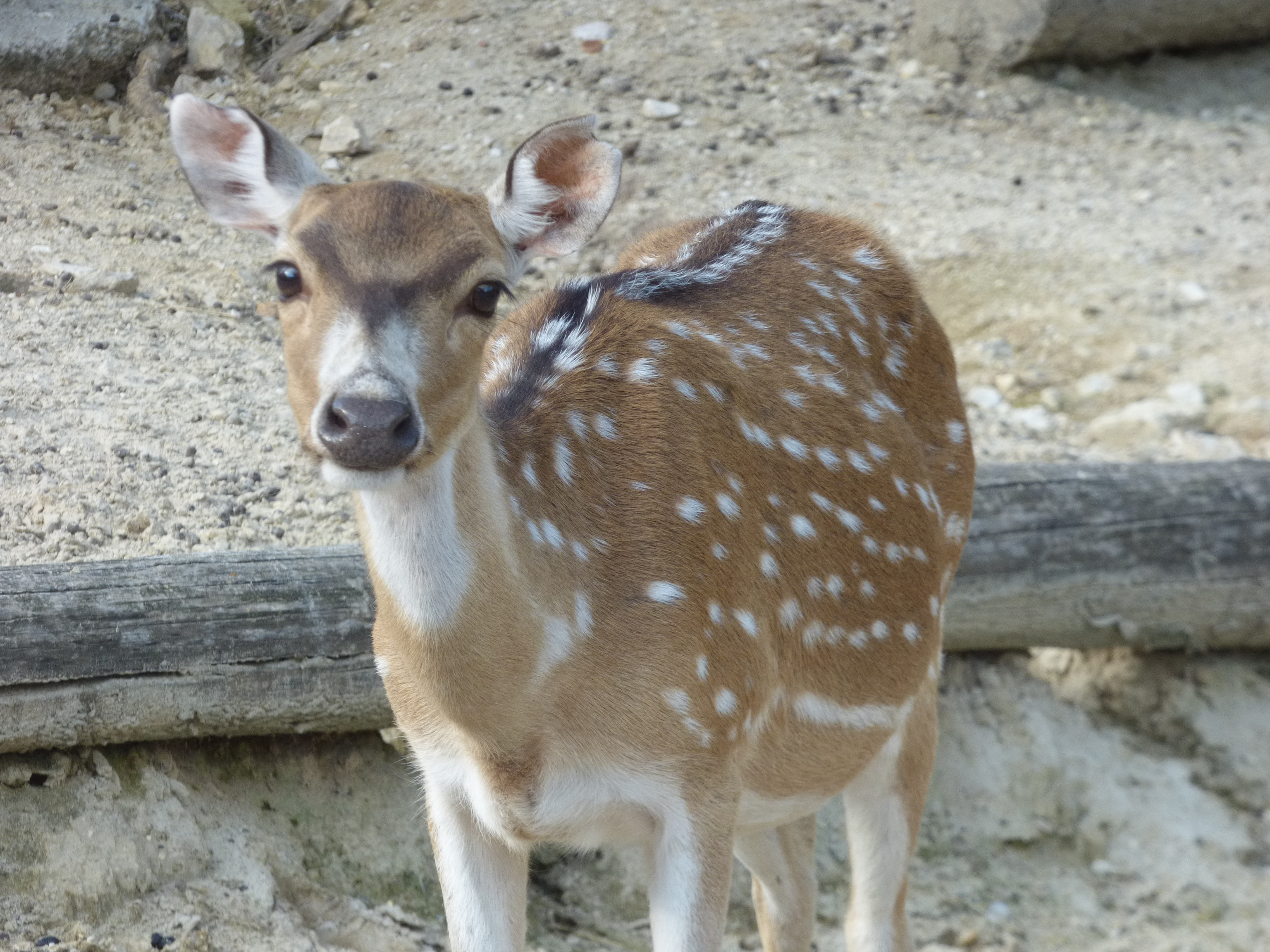
Pettyes szarvas
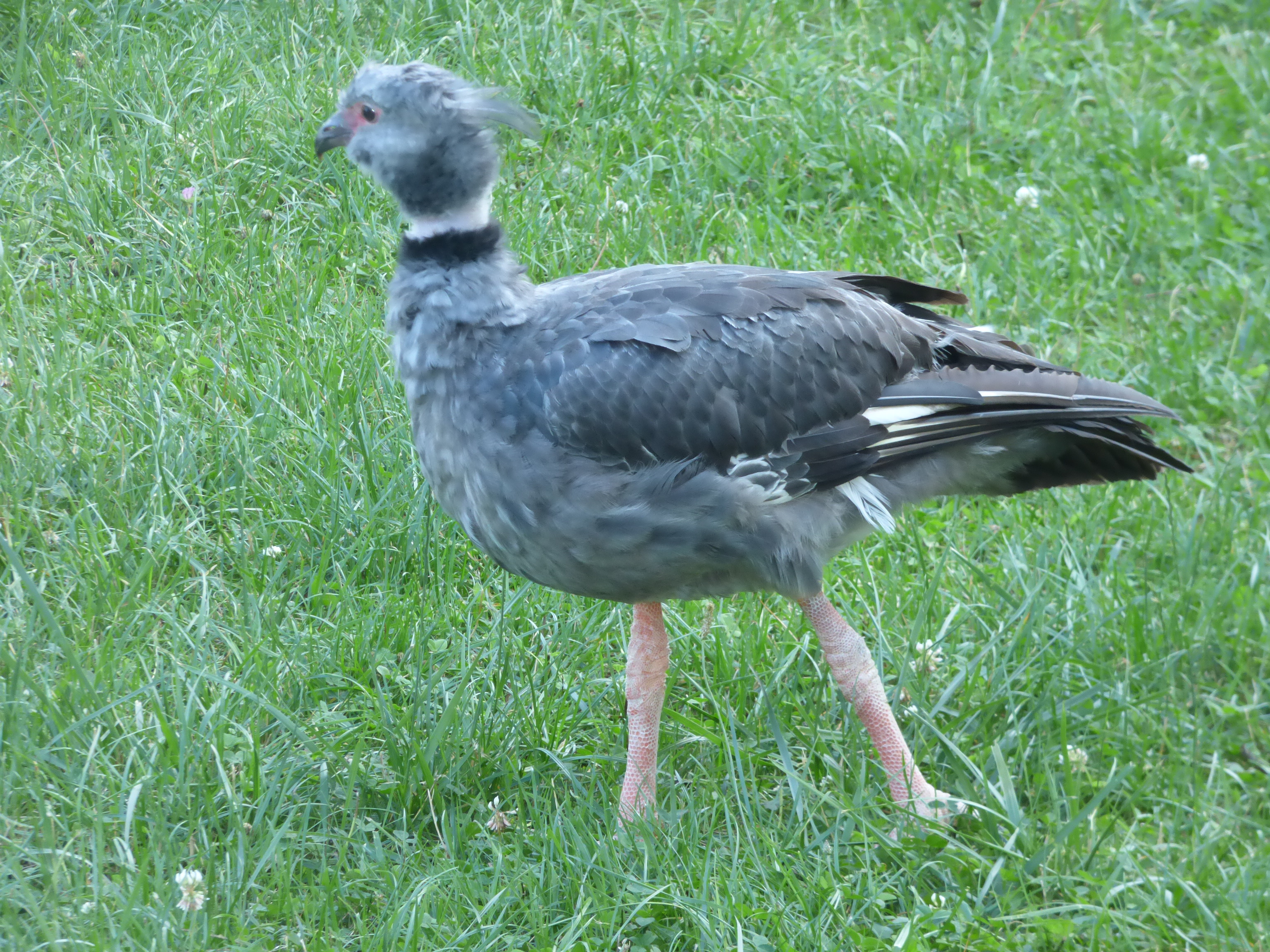
Örvös csája
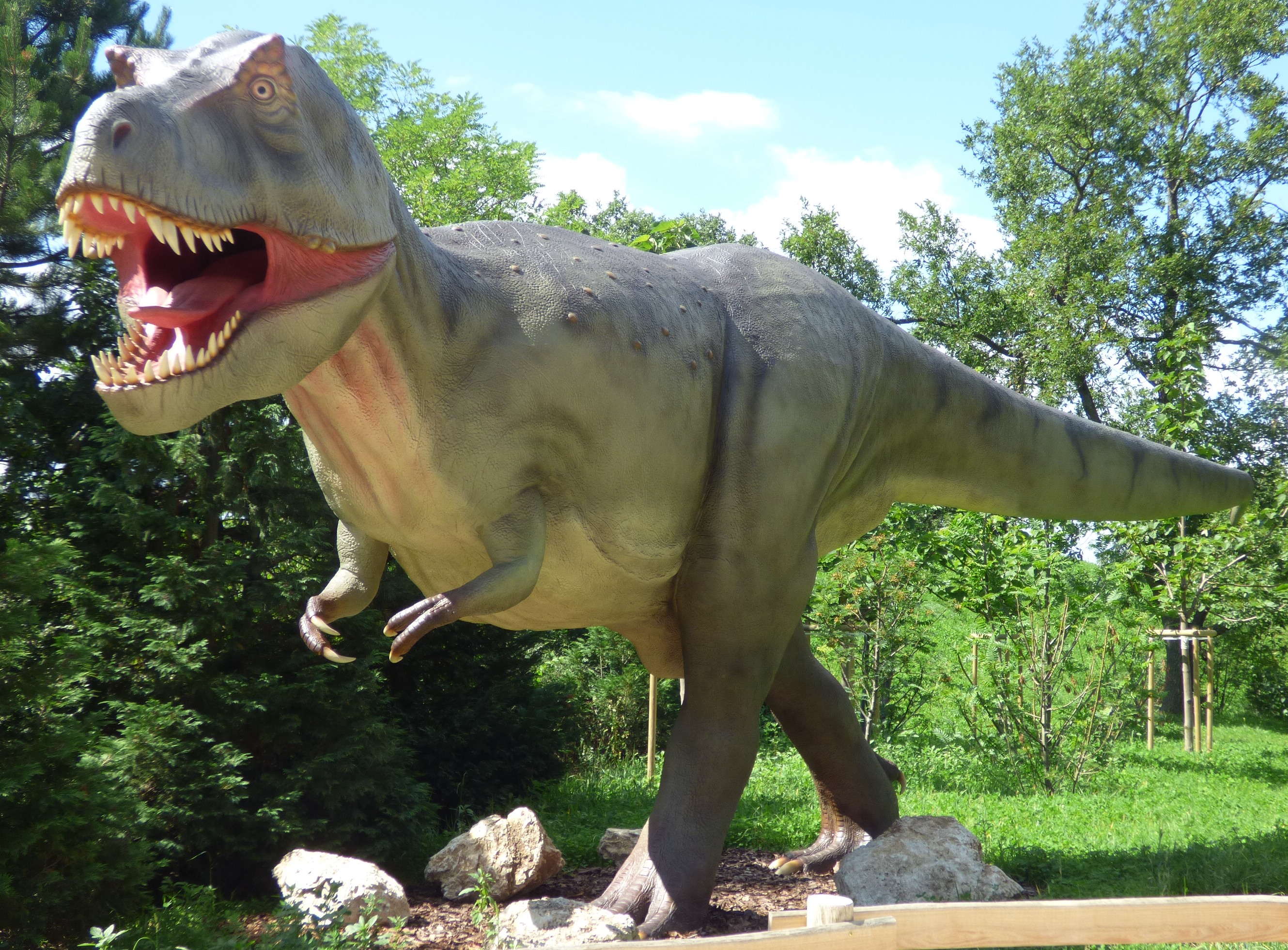
Tyrannosaurus rex szobra a Dinóparkban

## Igazgatói
- Répási László (1960-1963)
- Kasza László (1963-1983)
- Kamarell Miklós (1983-1991)
- Sigmond István (1991-2007)
- Török László (2008-)

## Állatkerti programok

### Látványetetések
A nap folyamán több alkalommal nyílik lehetőség különleges állatfajok pl. varik, katták, tapírok, kapibarák, fókák etetésének megtekintésére. A látványetetések során a gondozóktól kapott érdekes információkkal bővíthetjük tudásunkat az állatvilágról.

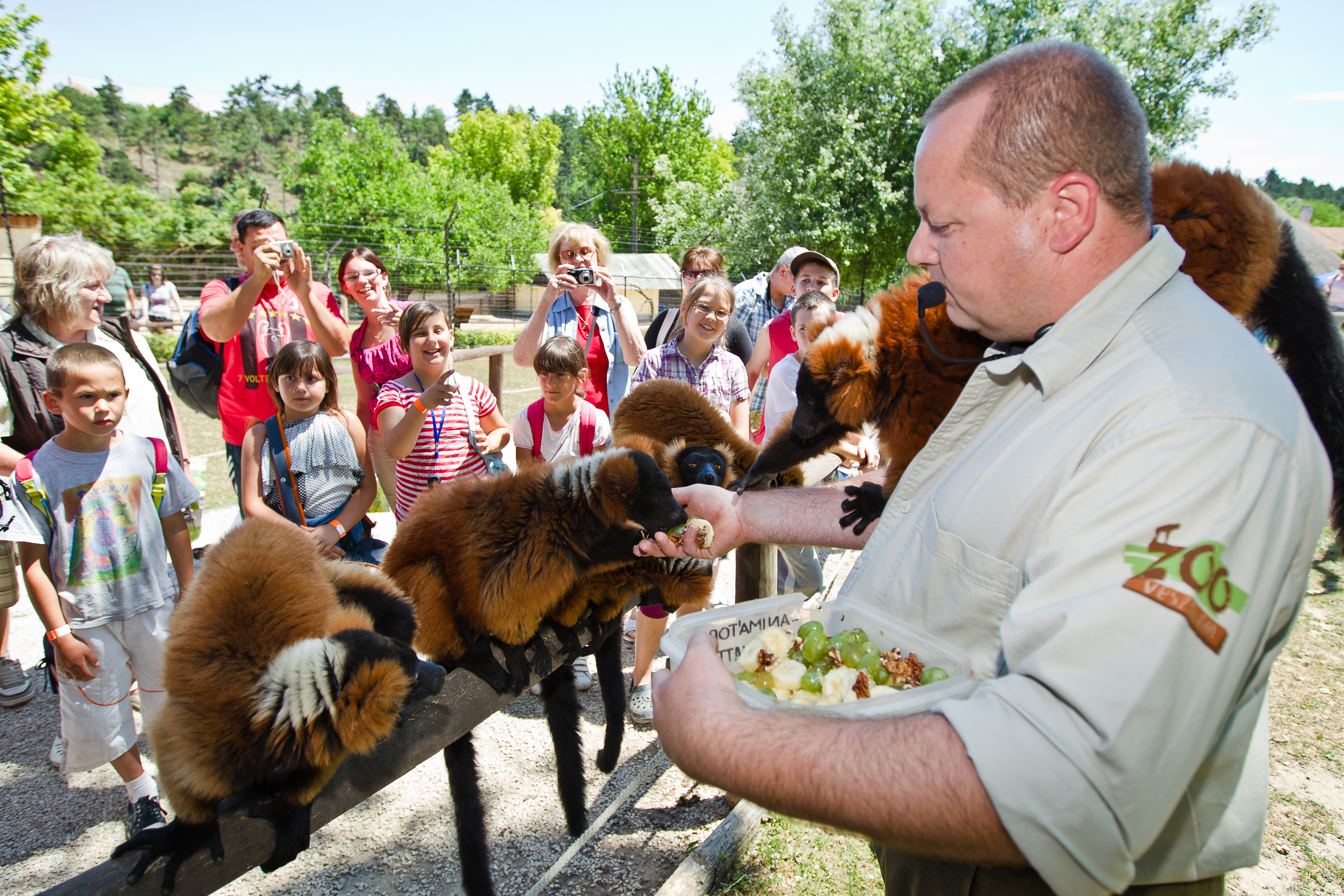
A varik látványetetése

### Nyári táborok
Minden nyáron júniustól augusztusig az állatkert táborokat tart. A tábor 1 hetes és kb. 15-20 gyerek vehet részt rajta. A táborozók megismerkedhetnek az állatkert életével, az ott élő állatokkal, a természetvédelemmel, az állatkert mindennapjaival.
A tábor központja a Böbe Majom Tanodája oktató – és kiállítóház, mely minden szükséges eszközzel felszerelt, melyre a szemléltető oktatáshoz szükség lehet. Az oktatás élő szertára pedig maga, az állatkert. A program kiegészül sok játékkal, vetélkedővel.

### Halloween
2011 óta hagyomány az állatkertben, hogy október 31-én Halloween ünnepén, a látogatók kifaragott tökökkel érkeznek, amikbe finomságokat tesznek az állatgondozók és az állatoknak adják, hogy falatozzanak belőle. Azok a látogatók  akik kifaragott tökkel érkeznek ezen a napon kedvezményes áron mehetnek be az állatkertbe.

### Állatok Karácsonya
Az állatkertben 2009 óta hagyomány, hogy karácsony alkalmából az állatoknak a gondozók szépen becsomagolt finomságokkal kedveskednek, amiket az állatok nagy izgalommal bontanak ki és esznek meg. Emellett karácsonyfát is szoktak állítani az állatkertben.

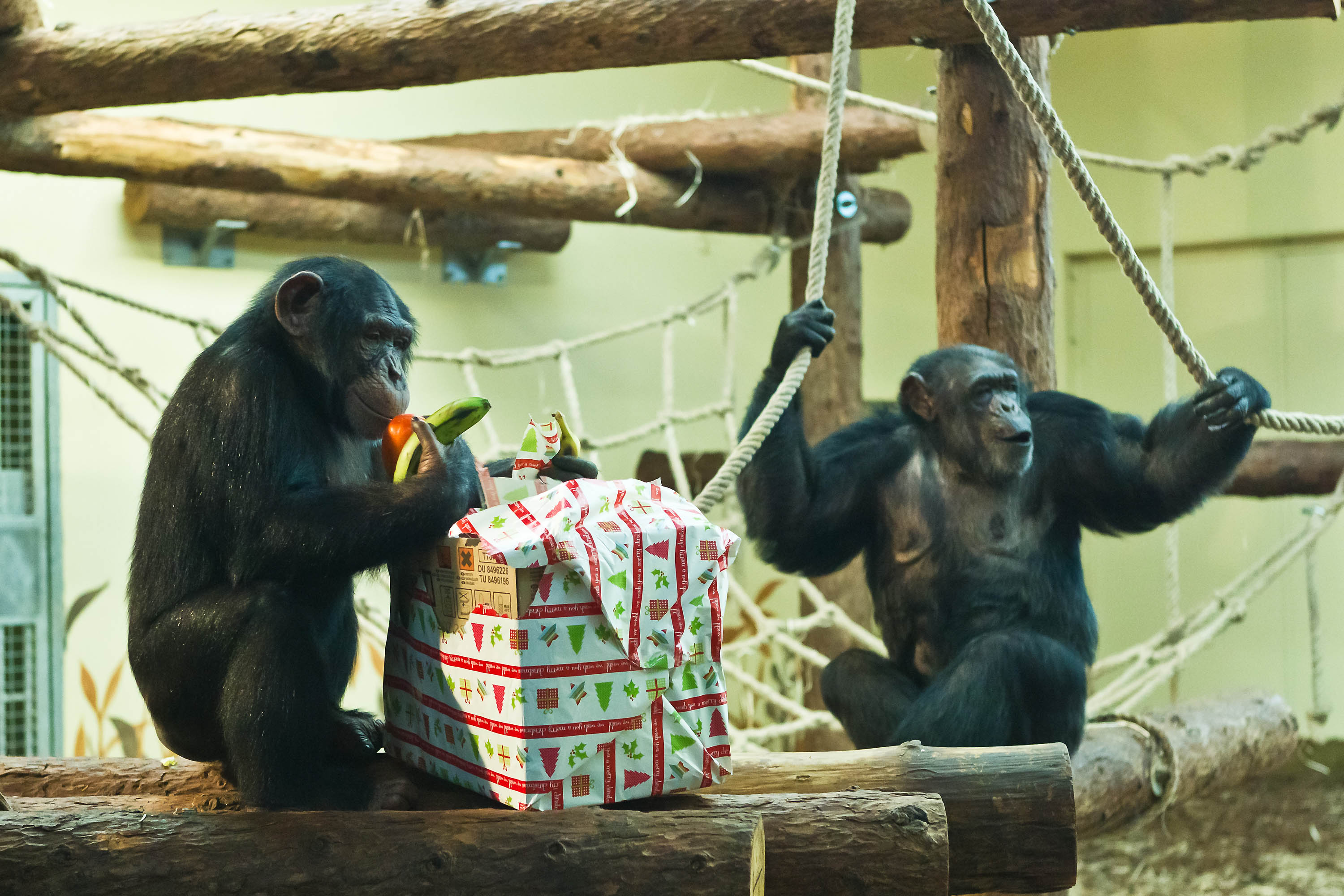
Állatok Karácsonya

## A veszprémi állatkert elérhetőségei
- Kittenberger Kálmán Növény- és Vadaspark  Közhasznú Nonprofit Kft.
- 8200, Veszprém Kittenberger Kálmán utca 17.

- Tel.: 30/ 699-08-70
- e-mail cím: infoveszpremzoo.hu
- weboldal: www.veszpremzoo.hu

## Külső hivatkozások
- A veszprémi állatkert hivatalos honlapja
- A veszprémi állatkert hivatalos Facebook oldala
- A veszprémi állatkert oldala a Magyar Állatkertek Szövetségének hivatalos honlapján